# Danh sách sản phẩm của Trung tâm Vân Sơn
Dưới dây là danh sách sản phẩm của Trung tâm Vân Sơn kể từ khi thành lập đến năm 2017.

## Chương trình thu hình
Trung tâm đã đến và làm chương trình trực tiếp thu hình tại 11 quốc gia: Việt Nam, Thái Lan, Philippines, Singapore, Campuchia, Nhật Bản, Trung Quốc, Đài Loan, Canada, Cộng hòa Séc và Úc. Tại Hoa Kỳ, trung tâm đã trực tiếp thu hình tại 12 tiểu bang và thành phố khác nhau.

### Tổng quan
| STT | Địa điểm (Thành phố, tiểu bang/tỉnh/vùng,...) | Quốc gia    | Tên chương trình                                             | Năm phát hành Blu-ray/DVD | Ghi chú |
| --- | --------------------------------------------- | ----------- | ------------------------------------------------------------ | ------------------------- | --- |
| 53  | Thành phố Hồ Chí Minh                         | Việt Nam    | Vân Sơn 53: Độc Và Đẹp 2                                     | 2017                      | Chương trình thu hình tại The V Show |
| 52  | Thành phố Hồ Chí Minh                         | Việt Nam    | Vân Sơn 52: Độc Và Đẹp                                       | 2016                      | Chương trình thu hình tại The V Show, người dẫn chương trình là Vân Sơn, Trấn Thành. |
| 51  | Hà Nội                                        | Việt Nam    | Vân Sơn 51: In Hà Nội - Mùa Thu Tình Yêu - Fall In Love      | 2015                      | Trung tâm Vân Sơn chính thức hoạt động tại Việt Nam; Người dẫn chương trình là MC Jennifer Phạm, Vân Sơn. Minh Nhí không còn xuất hiện từ đây. |
| 50  | Thành phố Hồ Chí Minh                         | Việt Nam    | Vân Sơn 50: In Việt Nam - Chuyện Tình Quê Hương Tôi          | 2014                      | Trung tâm Vân Sơn chính thức hoạt động tại Việt Nam; Người dẫn chương trình là MC Jennifer Phạm, Đức Huy. Tấn Beo xuất hiện lần đầu tiên. Chí Tài và Hoài Linh trở lại chương trình. Giang Tử, Hồng Đào, Hữu Nghĩa và Quang Minh không còn xuất hiện từ đầy. |
| 49  | Verona, Tiểu bang New York                    | Hoa Kỳ      | Vân Sơn 49: In New York - Một Thời Để Yêu                    | 2013                      | Người dẫn chương trình là MC Jennifer Phạm, Đinh Ngọc Diệp. Lê Huỳnh không còn xuất hiện từ đầy. |
| 48  | Chicago, Illinois                             | Hoa Kỳ      | Vân Sơn 48: In Chicago - Những Ngày Nắng Đẹp                 | 2012                      | MC Việt Thảo không còn xuất hiện từ đây. Người dẫn chương trình là MC Jennifer Phạm. |
| 47  | Edmonton                                      | Canada      | Vân Sơn 47: In Edmonton - Hè Trên Xứ Lạnh                    | 2011                      | |
| 46  | Praha                                         | Séc         | Vân Sơn 46: In Praha - Giữ Trọn Tình Quê                     | 2011                      | |
| 45  | Minneapolis, Minnesota                        | Hoa Kỳ      | Vân Sơn 45: In Minnesota - Huyền thoại                       | 2010                      | Bảo Chung xuất hiện lần đầu tiên và thay thế Bảo Liêm. Trong phóng sự có phần nói về cây cầu ma tại Minnesota. |
| 44  | Mashantucket, Connecticut                     | Hoa Kỳ      | Vân Sơn 44: In Connecticut - Nhớ Nhà                         | 2010                      | Giang Tử xuất hiện lần đầu tiên. Bảo Quốc thay thế Bảo Liêm. |
| 43  | Atlanta, Georgia                              | Hoa Kỳ      | Vân Sơn 43: In Atlanta: Những Cung Điệu Quê Mình             | 2009                      | Giáng Ngọc không còn xuất hiện từ đây. |
| 42  | Denver, Colorado                              | Hoa Kỳ      | Vân Sơn 42: In Denver - Nắng Ấm Cao Nguyên                   | 2009                      | Hoàng Thục Linh xuất hiện lần đầu tiên. Bảo Liêm không còn xuất hiện từ đây. |
| 41  | St. Petersburg, Florida                       | Hoa Kỳ      | Vân Sơn 41: In Florida - Quê Hương Gặp Lại                   | 2008                      | Hữu Nghĩa xuất hiện lần đầu tiên. Nguyễn Hồng Nhung không còn xuất hiện từ đây. |
| 40  | Dallas, Texas                                 | Hoa Kỳ      | Vân Sơn 40: In Dallas - Những Chuyện Tình Bất Tử             | 2008                      | Trong phóng sự có nói về chuyện con đường ma, nhà hát ma và khách sạn ma. Kiều Oanh xuất hiện lần đầu tiên. Tâm Đoan trở lại chương trình. |
| 39  | San Jose, California                          | Hoa Kỳ      | Vân Sơn 39: In San Jose 3 - Mẹ và Quê Hương                  | 2008                      | Bảo Quốc xuất hiện lần đầu tiên. Trang Thanh Lan và Việt Hương không còn xuất hiện từ đây. |
| 38  | Singapore                                     | Singapore   | Vân Sơn 38: In Singapore - Đêm Hội Ngộ                       | 2007                      | MC Việt Thảo không xuất hiện. Người dẫn chương trình là Vân Sơn và Bảo Liêm. Minh Nhí và Kim Tử Long xuát hiện lán đáu tiên. |
| 37  | _                                             | Campuchia   | Vân Sơn 37: In the Kingdom of Campuchia - Đạo nghĩa giang hồ | 2007                      | Không diễn trên sân khấu. Hống Đào và Quang Minh không xuất hiện. |
| 36  | Đào Viên                                      | Đài Loan    | Vân Sơn 36: In Đài Loan - Người Việt Xứ Đài                  | 2007                      | Chế Phong và Việt Hương xuất hiện làn đầu tiên. Hoài Tâm không còn xuất hiện từ đây. |
| 35  | Mississauga, Ontario                          | Canada      | Vân Sơn 35: In Canada - Tình Người Viễn Xứ                   | 2006                      | |
| 34  | San Jose, California                          | Hoa Kỳ      | Vân Sơn 34: In San Jose 2 - Quê Hương Vùng Trời Kỷ Niệm      | 2006                      | Nguyễn Hồng Nhung xuất hiện làn đầu tiên. Hương Lan trở lại lần cuối. |
| 33  | Thượng Hải                                    | Trung Quốc  | Vân Sơn 33: In Shanghai - chuyện Bến Thượng Hải              | 2006                      | Không diễn trên sân khấu. Minh Trí và Việt Thi không còn xuất hiện từ đây. |
| 32  | Melbourne, Victoria                           | Úc          | Vân Sơn 32: In Australia - Down Under                        | 2005                      | Lê Tín không còn xuất hiện từ đây. |
| 31  | Manila                                        | Philippines | Vân Sơn 31: In Philippines - Người Việt Còn Lại              | 2005                      | Nghệ sĩ Văn Chung không còn xuất hiện từ đây. |
| 30  | Little Saigon, California                     | Hoa Kỳ      | Vân Sơn 30: In Little Saigon 2                               | 2005                      | Chi Tài không xuất hiện sau cuốn 29. |
| 29  | Tokyo                                         | Nhật Bản    | Vân Sơn 29: In Tokyo                                         | 2005                      | Bé Mập không còn xuất hiện từ đây. |
| 28  | Melbourne, Victoria                           | Úc          | Vân Sơn 28: Vân Sơn In Melbourne                             | 2004                      | Diễm Liên xuất hiện làn đầu tiên. Tâm Đoan không còn xuất hiện từ đây. |
| 27  | Little Saigon, California                     | Hoa Kỳ      | Vân Sơn 27: Vân Sơn In Little Saigon                         | 2004                      | Hoài Tâm và Nguyên Khang xuất hiện làn đầu tiên. |
| 26  | San Jose, California                          | Hoa Kỳ      | Vân Sơn 26: Vân Sơn In San Jose 1 - Nắng Lạ                  | 2004                      | Andy Quách vá Lê Huỳnh xuất hiện làn đầu tiên. Chí Tài trở lại chương trình. |
| 25  | Houston, Texas                                | Hoa Kỳ      | Vân Sơn 25: Hoa hậu Việt Nam Thế giới 2                      | 2003                      | Ý Lan xuất hiện làn đầu tiên. |
| 24  | Bangkok                                       | Thái Lan    | Vân Sơn 24: In Bangkok - Sân khấu & nụ cười                  | 2003                      | Tuấn Ngọc xuất hiện làn đầu tiên. |
| 23  | _                                             | Thái Lan    | Vân Sơn 23: In Thailand - Vượt Biên Giới                     | 2002                      | Không diễn trên sân khấu. Thanh Trúc không còn xuất hiện từ đây. |
| 22  | _                                             | _           | Vân Sơn 22: Vật Đổi Sao Dời                                  | 2002                      | Đây là một bộ phim, không diễn trên sân khấu. |
| 21  | Houston, Texas                                | Hoa Kỳ      | Vân Sơn 21: In Houston - Hoa hậu Việt Nam Thế giới           | 2002                      | Cát Tiên, Chế Linh và Thanh Tuyền xuất hiện làn đầu tiên. Duy Trường và Lương Tùng Quang không còn xuất hiện từ đây. |
| 20  | Tây Nam Bộ                                    | Việt Nam    | Vân Sơn 20: In Vietnam - Những Nẻo Đường Miền Tây            | 2001                      | Không diễn trên sân khấu. |
| 19  | _                                             | _           | Vân Sơn 19: Sân khấu & Nụ cười                               | 2001                      | Không diễn trên sân khấu. Trang Thanh Lan xuất hiện làn đầu tiên. Xuân Phát xuất hiện lần cuối. Khánh Hoàng không còn xuất hiện từ đây. |
| 18  | _                                             | _           | Vân Sơn 18: Sân khấu & Nụ cười                               | 2000                      | Không diễn trên sân khấu. Duy Trường và Xuân Phát xuất hiện làn đầu tiên. Linh Tuấn, Mạnh Quỳnh, Ngọc Hồ, Nguyễn Dương và Thu Tuyết không còn xuất hiện từ đây. Chí Tài không có xuất hiện sau cuốn 17.                                                      |
| 17  | _                                             | _           | Vân Sơn 17: Nụ cười & Âm nhạc                                | 2000                      | MC Việt Thảo không xuất hiện và không có MC. Cát Ly và Hoài Linh không còn xuất hiện từ đây. |
| 16  | _                                             | _           | Vân Sơn 16: Nụ cười & Âm nhạc                                | 2000                      | Không diễn trên sân khấu. Bảo Hiền và Quang Kiệt xuất hiện lần cuối. Phượng Mai xuất hiện lần duy nhất. |
| 15  | _                                             | _           | Vân Sơn 15: Thế Kỷ Hài                                       | 2000                      | Không diễn trên sân khấu. Chí Tâm, Chí Tài và Mỹ Trinh xuất hiện làn đầu tiên. Mỹ Huyền trở lại lần cuối. Lá Thoại Tân vá Túy Hồng xuất hiện lần duy nhất. Hoài Linh không có xuất hiện.                                                                     |
| 14  | _                                             | _           | Vân Sơn 14: Nụ cười & Âm nhạc                                | 1999                      | Không diễn trên sân khấu. Bảo Hiền và Quang Kiệt xuất hiện làn đầu tiên. Hoài Linh không có xuất hiện. |
| 13  | Thành phố Atlantic, New Jersey                | Hoa Kỳ      | Vân Sơn 13: In Atlantic City                                 | 1999                      | Diễn trên sân khấu tại Atlantic City, New Jersey, Hoa Kỳ. Mạnh Quỳnh xuất hiện làn đầu tiên. Bảo Liêm không có xuất hiện. Thanh Huyền, Thúy Vi không còn xuất hiện từ đây.                                                                                   |
| 12  | _                                             | _           | Vân Sơn 12: Nụ cười & Âm nhạc                                | 1999                      | Bảo Liêm trở lại chương trình. Uyên Chi xuất hiện lần duy nhất. |
| 11  | _                                             | _           | Vân Sơn 11: Nụ cười & Âm nhạc                                | 1999                      | Hương Lan không còn xuất hiện từ đây. |
| 10  | Long Beach, California                        | Hoa Kỳ      | Vân Sơn 10: Sân khấu & Nụ cười                               | 1998                      | Diễn trên sân khấu tại Long Beach, California, Hoa Kỳ. Lương Tùng Quang xuất hiện lần đầu tiên. Tuấn Vũ xuất hiện lần duy nhất. |
| 9   | _                                             | _           | Vân Sơn 9: Nụ cười & Âm nhạc                                 | 1998                      | Hạ Vy xuất hiện lần đầu tiên. Út Mập và Yến Mai không còn xuất hiện từ đây. |
| 8   | Melbourne                                     | Úc          | Vân Sơn 8: Sân khấu & Nụ cười                                | 1998                      | Diễn trên sân khấu tại Melbourne, Úc. Cát Ly và Trường Vũ xuất hiện lần đầu tiên. |
| 7   | _                                             | _           | Vân Sơn 7: Nụ cười & Âm nhạc 7                               | 1998                      | Lê Tín, Nguyễn Dương, Tâm Đoan và Thu Tuyết xuất hiện lần đầu tiên. |
| 6   | _                                             | _           | Vân Sơn 6: Nụ cười & Âm nhạc 6                               | 1997                      | Ngọc Hồ, Ngọc Thúy, Quang Minh và Vân Chung xuất hiện lần đầu tiên. |
| 5   | _                                             | _           | Vân Sơn 5: Nụ cười & Âm nhạc 5                               | 1997                      | Phi Nhung và Khánh Hoàng xuất hiện lần đầu tiên. Ngọc Anh không còn xuất hiện từ đây. |
| 4   | _                                             | _           | Vân Sơn 4: Nụ cười & Âm nhạc 4                               | 1996                      | Linh Tuấn, Minh Trí, Thanh Huyền và Yến Mai xuất hiện lần đầu tiên. Mỹ Huyền không còn xuất hiện từ đây. |
| 3   | _                                             | _           | Vân Sơn 3: Nụ cười & Âm nhạc 3                               | 1996                      | Hoài Linh, Hống Đào, Hương Lan, MC Việt Thảo, Việt Thi và Út Mạp xuất hiện lần đầu tiên. |
| 2   | _                                             | _           | Vân Sơn 2: Đại chiến ma mữ đa tình                           | 1995                      | Bảo Liêm không xuất hiện sau cuốn 1. Bé Mập, Giáng Ngọc, Thanh Trúc và Thúy Vi xuất hiện lần đầu tiên. |
| 1   | California                                    | Hoa Kỳ      | Vân Sơn 1: Tiếng cười Cali                                   | 1994                      | Trung tâm Vân Sơn chính thức thành lập. Bảo Liêm, Mỹ Huyền và Ngọc Anh xuất hiện lần đầu tiên. |

### Chi tiết

#### Thập niên 2010

##### 2017

###### Vân Sơn 53
Vân Sơn 53 chủ đề Độc và Đẹp 2 thu hình ngày 26 tháng 5 năm 2016 tại Nhà hát The V Show, TP.HCM. MC chương trình là Phương Mai và Vũ Mạnh Cường. Chương trình được phát hành vào trung tuần tháng 7 năm 2017, kèm theo phóng sự Vân Sơn tại Nha Trang. Đây là chương trình video Vân Sơn cuối cùng được sản xuất.
1. Ca Múa Nét Việt (Võ Hoài Phúc) - Vân Sơn
2. Trả Lại Thời Gian (Thanh Sơn) - Ngọc Sơn
3. Múa: Nhật Ký Của Mẹ (Hà My) - Hà My
4. Tất Cả Là Em (Lam Phương) - Tuấn Ngọc
5. Tạp kỹ: Nuốt Rắn (Quốc Cường) - Quốc Cường
6. Hài kịch: Điều Ước Cuối Cùng (Hà Linh) - Vân Sơn, Chí Tài, Hà Linh
7. Mẹ Tôi (Trần Tiến) - Đặng Nhật Tân
8. Tạp kỹ: Múa Lửa (Kim Mỹ) - Kim Mỹ
9. Tuổi học trò (Minh Kỳ,Dạ Cầm) - Giao Linh
10. LK Mưa - Huỳnh Thật, Khánh Hoàng, Ngọc Sơn
11. Đã Nhủ Lòng Tôi (Trần Quang Lộc) - Ý Lan
12. Tạ Tình (Hoàng Thi Thơ) - Khánh Hà
13. Chờ Một Tiếng Yêu (Lê Hựu Hà) - Nhật Kim Anh
14. Hài kịch: Bó Tay (Vũ Thanh) - Thu Trang, Tiến Luật, Minh Trọng, Tân Thanh, Vũ Thanh
15. Chào tạm biệt
16. Ký Sự Nha Trang, Khánh Hòa

##### 2016

###### Vân Sơn 52
Vân Sơn 52 chủ đề Độc và Đẹp thu hình ngày 22 tháng 5 năm 2016 tại Nhà hát The V Show, TP.HCM. Đây là chương trình thi hình đầu tiên của Vân Sơn tại nhà hát The V Show, nhà hát của trung tâm Vân Sơn tại Việt Nam. Chương trình được phát hành vào tháng 7 năm 2016 nhân dịp Lễ Độc lập Hoa Kỳ. MC chương trình: Vân Sơn, Trấn Thành
1. Ba Miền Xinh Đẹp (Lê Việt) - Vũ đoàn Vân Sơn
2. Tâm Sự Với Anh (Hoàng Trang) - Giao Linh
3. Tạp kỹ: Thổi Bong Bóng Bằng Mắt - Xuân Diệu
4. I Am Sorry Baby (Bảo Thạch) - Bảo Thy
5. Hài kịch: 25 Năm Tình Cũ (Trường Giang) - Trường Giang, Lâm Vỹ Dạ
6. Nửa Đêm Ngoài Phố (Trúc Phương) - Huỳnh Thật
7. Mắt Thu (Ngô Thụy Miên) - Ý Lan
8. Tạp kỹ: Đêm Thần Thoại - Hữu Cường
9. Còn Thương Rau Đắng Mọc Sau Hè (Bắc Sơn) - Nguyệt Thu
10. Hài kịch: Gia Tài Của Ba (Trấn Thành) - Trấn Thành, Anh Đức, Hồng Thanh
11. Tôi thấy hoa vàng trên cỏ xanh (Châu Đăng Khoa) - Ái Phương
12. Tạp kỹ: Nhổ Đinh Bằng Mắt - Bảo Cường
13. Về đây nghe em (Trần Quang Lộc) - Đặng Nhật Tân
14. Hài kịch: Sui Gia Kỵ Rơ (Bảo Chung) - Vân Sơn, Bảo Chung, Kiều Linh
15. Chào tạm biệt
16. Behind the scenes

##### 2015

###### Vân Sơn 51
Vân Sơn 51 với chủ đề Vân Sơn in Hà Nội, Việt Nam - Mùa thu tình yêu là chương trình thứ hai của trung tâm Vân Sơn tại Việt Nam. Chương trình được thu hình ngày 8 tháng 11 năm 2014 tại Từ Liêm, Hà Nội và phát hành vào Tết Ất Mùi năm 2015 dưới hai dạng DVD và Blu-ray. Chương trình có sự xuất hiện lần đầu tiên của Đông Nhi và Bảo Anh. Ngoài ra, chương trình cũng có sự xuất hiện duy nhất của một YouTuber nổi tiếng về ngành truyền hình - đời sống Hoàng Tuấn Kiệt (quê ở Bắc Giang), khi anh được cho là tham dự với tư cách là khán giả trường quay. MC chương trình: Vân Sơn, Jennifer Phạm
1. Thương Nhau Lý Tơ Hồng (Trương Quang Tuấn) - Vân Sơn, Vũ đoàn Dân tộc
2. I Can't Help Falling In Love With You (Elvis Presley) - Linda Chou
3. Đau Lòng (Tuấn Quang) - Dương Ngọc Thái
4. Can't Take My Eyes Off Of You (Frankie Valli) - Khánh Hà
5. Hài kịch: Dưới Quê Mới Lên (Trường Sơn) - Vân Sơn, Bảo Chung
6. Thị Trấn Sương Mù (Thanh Sơn) - Phi Nhung, Vũ đoàn Dân tộc
7. Ánh Đèn Màu (LV: Nguyễn Xuân Mỹ) - Cát Tiên
8. Sang Ngang (Đỗ Lễ) - Ý Lan
9. Thị Trấn Sương Mù (Thanh Sơn) - Phi Nhung
10. Hài kịch: Kỳ Phùng Địch Thủ (Bảo Khương) - Vân Sơn, Tấn Beo, Bảo Khương, Phi Nhung
11. Ánh đèn màu (LV: Phạm Duy) - Cát Tiên
12. Nửa Vầng Trăng (Nhật Trung) - Triệu Minh, Vũ đoàn Dân tộc
13. Nỗi lòng (Nguyễn Văn Thương) - Tuấn Ngọc
14. Anh muốn em sống sao (Chi Dân) - Bảo Anh
15. Còn Nợ Em Khúc Dân Ca (Tiến Luân) - Vân Sơn, Kiều Oanh, Vũ đoàn Dân tộc
16. Tôi Xa Người Yêu (Dương Tư Thông) - Trường Vũ
17. LK Duyên Kiếp, Tình Nghĩa Đôi Ta Chỉ Thế Thôi (Lam Phương) - Triệu Minh, Trường Vũ
18. Hey Boy (Đỗ Hiếu) - Đông Nhi
19. Ngày Vui Qua Mau (Nhật Ngân) - Chế Linh
20. Hài kịch: Ông Bà Vú - Vân Sơn, Hoài Linh, Chí Tài
21. LK Mùa Thu: Lá Thu Vàng (LV: Lệ Thanh), Mùa Thu Lá Bay (LV: Lệ Thanh), Mùa Thu Cho Em (Ngô Thụy Miên), Mùa Thu Trong Mưa (Trường Sa) - Cát Tiên, Triệu Minh, Linda Chou, Đông Nhi, Bảo Anh
22. Behind the scenes
23. Ký sự: Hà Nội Mùa Thu - Vân Sơn

##### 2014

###### Vân Sơn 50
Vân Sơn 50 với chủ đề Vân Sơn in Việt Nam - Chuyện tình quê hương tôi là chương trình đầu tiên của trung tâm Vân Sơn tại Việt Nam khi trung tâm chính thức được hoạt động tại quốc gia này. Vân Sơn 50 cũng là chương trình đánh dấu 20 năm hoạt động của trung tâm Vân Sơn. Chương trình được thu hình ngày 21 tháng 12 năm 2013 tại Trung tâm hội chợ triển lãm Sài Gòn (SECC), Quận 7 (nay là phường Tân Mỹ), Thành phố Hồ Chí Minh và phát hành vào tháng 5 năm 2014 dưới hai dạng DVD và Blu-ray. MC chương trình: Đức Huy, Jennifer Phạm
1. Nụ cười Saigon (Nguyễn Hà) - Đức Huy, Jennifer Phạm
2. Hài kịch: Thăm Quê (Thanh Phong) - Vân Sơn, Bảo Chung, Chí Tài
3. Tình Yêu Ơi Anh Xin Lỗi (Kasim Hoàng Vũ) - Kasim Hoàng Vũ
4. Mưa Lệ (Lam Phương) - Như Ý
5. Múa: Dáng Sen - Vũ đoàn Mai Trắng
6. I'll Always Love You (Dolly Parton) - Linda Chou
7. Thương Lắm Mình Ơi (Vũ Quốc Việt) - Phi Nhung
8. Hài kịch: Lấy Chồng Xứ Lạ (Chí Mai) - Vân Sơn, Phi Nhung, Tấn Beo
9. Phút Buông Lơi (Phúc Trường) - Triệu Minh
10. Ru Đời Đi Nhé (Trịnh Công Sơn) - Tuấn Ngọc
11. LK Đức Huy - Tuấn Ngọc, Đức Huy
12. Hành Hương Trên Đồi Cao (Trịnh Công Sơn) - Cẩm Vân
13. Hài kich: Kỵ Rơ (Bảo Khương) - Vân Sơn, Minh Nhí, Bảo Khương
14. Chiều Về Trên Sông (Phạm Duy) - Ý Lan
15. Sao Nỡ Mình Ơi (Sơn Hạ) - Dương Ngọc Thái
16. Girls Wanna Have Fun (LV: Ngọc Trinh) - Cát Tiên
17. Gái Quê (Ngọc Sơn) - Ngọc Sơn
18. Nếu Một Mai (Phạm Duy) - Khánh Hà
19. Hài kịch: Tình Đổi Chiều (Hà Linh) - Vân Sơn, Bảo Chung, Kiều Oanh
20. Under My Spell (Dương Khắc Chung) - Ngô Thanh Vân
21. Áo Em Chưa Mặc Một Lần (Hoài Linh) - Trường Vũ
22. Hài kịch: Nhớ Con (Trường Giang) - Vân Sơn, Hoài Linh, nhóm Nụ cười Mới
23. Hot (Dada) - Thu Minh
24. Behind the scenes
25. Ký sự: Saigon Tôi Yêu - Vân Sơn

##### 2013

###### Vân Sơn 49
Vân Sơn 49 với chủ đề Vân Sơn in New York - Một thời để yêu được thu hình ngày 31 tháng 8 năm 2013 tại Trung tâm sự kiện Turning Stone Casino, thị trấn Verona, tiểu bang New York và phát hành ngày 20 tháng 11 năm 2013 với 3 DVD và 1 CD tặng kèm. MC chương trình: Jennifer Phạm, Đinh Ngọc Diệp. 
1. Nhạc cảnh: Diana (LV: Dương Trần) - Vân Sơn, Cát Tiên
2. Rong Rêu (Nguyễn Tâm) - Tuấn Ngọc
3. LK Tình Một Ngày, Tình Cũng Trăm Năm (Thanh Tuyền) - Thanh Tuyền
4. Nơi Tình Yêu Bắt Đầu (Tiến Minh) - Triệu Khắc Vinh
5. Khi Đã Nói Yêu (Lê Ngọc) - Triệu Minh
6. Hài kịch: Gagare Sale (Đào Quang) - Quang Minh, Hồng Đào, Bảo Chung
7. Buồn (Kasim Hoàng Vũ) - Kasim Hoàng Vũ
8. Bóng Người Dưới Mưa (LV: Ngọc Tân) - Kasim Hoàng Vũ, Cát Tiên
9. Làm Sao Em Quên (Phạm Việt Hoàng) - Như Ý
10. Chuyện Ba Người (Quốc Dũng) - Giang Tử
11. Hài kịch: Chuyện Sui Gia (Chí Minh) - Chí Tài, Minh Nhí
12. Không Đánh Mà Đau (Sơn Hạ) - Dương Ngọc Thái
13. Nếu Chúng Mình Cách Trở (Tú Nhi) - Dương Ngọc Thái, Triệu Minh
14. Thiên Thần Gãy Cánh (Lê Ngọc) - Cát Tiên
15. LK Lạy Mẹ Con Đi (Anh Bằng), Mùa Xuân Của Mẹ (Trịnh Lâm Ngân) - Trường Vũ
16. Nhạc cảnh: Lá Thư Trần Thế (Hoài Linh) - Trường Vũ, Vân Sơn, Bảo Chung
17. LK Trần Thiện Thanh - Ý Lan
18. Hài kịch: Hoa hậu Miệt Vườn (Hoàng Kiều) - Kiều Oanh, Lê Tín
19. Lời Cho Người Tình Phụ (Tú Nhi) - Chế Linh
20. Chiếc Lá Mùa Đông (Thái Khang) - Vân Quang Long
21. Tình khúc (LV: Hoàng Rapper) - Vân Quang Long, Như Ý
22. Muốn Mãi Bên Anh (LV: Ngọc Trinh) - LindaChou
23. Hài kịch: Đêm tân hôn (Bảo Vân) - Vân Sơn, Bảo Chung, Quang Minh, Hồng Đào
24. Ký sự: New York và Cộng đồng người Việt thân thương - Vân Sơn, Bảo Chung
25. Behind the scenes

##### 2012

###### Vân Sơn 48
Vân Sơn 48 với chủ đề Vân Sơn in Chicagoland - Những ngày nắng đẹp được thu hình ngày 31 tháng 3 và 1 tháng 4 năm 2012 tại Chicago, Illinois, Hoa Kỳ. DVD được phát hành ngày 4 tháng 7 năm 2012. MC chương trình: Jennifer Phạm
1. LK Carmen, Fever - Linda Chou, Cát Tiên
2. Giới thiệu MC - Jennifer Phạm, các danh hài
3. Vì sao? (Tina Tình) - Tina Tình
4. Hồi Tưởng (Lê Minh Bằng) - Giang Tử
5. Sắc Màu Tình Yêu (Lê Ngọc) - Hoàng Thục Linh
6. Song tấu hài - Vân Sơn, Bảo Chung
7. You And Me Bopsica (Lê Ngọc) - Linda Chou
8. Mèo Khóc Chuột (Hồng Xương Long) - Trường Vũ
9. Hái Hoa Rừng Cho Em (Đài Phương Trang) - Trường Vũ, Khúc Mi
10. Em Mong Chờ Anh (Thái Thịnh) - Triệu Minh
11. Hài kịch: Dì Tôi - Minh Nhí, Hữu Nghĩa
12. Không Đâu Bằng Quê Hương (Thủy Lâm Synh) - Vân Sơn
13. Bảy Ngày Đợi Mong (Trần Thiện Thanh) - Tuấn Ngọc
14. Mưa Đêm Ngoại Ô (Đỗ Kim Bảng) - Hoàng Thục Linh
15. Hài kịch: Người Của Công Chúng - Quang Minh, Hồng Đào
16. Nhớ Chi Lạ Huế Ơi (Thủy Lâm Synh) - Ngọc Huyền
17. Sao Em Vội Đi (Kasim Hoàng Vũ) - Kasim Hoàng Vũ
18. LK Nếu Đời Không Có Anh - Thanh Tuyền
19. LK Vẫn Muốn Bên Anh (Nguyễn Hoàng Khang) - Lê Nguyên, Lê Nhật Minh
20. Hài kịch: Cặp Đôi Hoàn Cảnh - Kiều Oanh, Lê Huỳnh
21. Đường Cong (Nguyễn Hải Phong) - Thu Minh
22. Xin Làm Người Xa Lạ (Tú Nhi) - Chế Linh
23. Bored (Ngọc Lê) - Cát Tiên
24. Behind the scenes
25. Ký sự: Chicagoland và người Việt - Vân Sơn, Bảo Chung

##### 2011

###### Vân Sơn 47
Vân Sơn 47 với chủ đề Vân Sơn in Edmonton - Hè trên xứ lạnh được thu hình ngày 9 tháng 7 năm 2011 tại Trung tâm hội nghị Shaw, Edmonton, Canada và phát hành ngày 12 tháng 10 năm 2011. MC chương trình: Việt Thảo
1. Nhạc cảnh: Bánh Xe Lãng Tử (Trọng Khương) - Việt Thảo, Vân Sơn, Bảo Chung, Lê Huỳnh
2. Người Tình Ly Hương (Khuyết Danh) - Ngọc Hạ
3. Yêu Người Khác Để Quên Em (Nhạc nước ngoài) - Lê Nhật Minh
4. I Don't Believe (Lê Ngọc) - Triệu Minh
5. Hài kịch: Một Chuyến Đi Về - Quang Minh, Hồng Đào, Lê Nguyên
6. Thành phố Buồn Hơn (Chế Linh) - Chế Linh
7. Giã Từ Anh Yêu (Lê Ngọc) - Linda Chou
8. Trong Tầm Mắt Đời (Tú Nhi) - Trường Vũ
9. Nỗi Buồn Hoa Phượng (Thanh Sơn) - Trường Vũ, Triệu Minh
10. Hài kịch: Ngày Sinh Nhật - Lê Huỳnh, Kiều Oanh
11. Stop (Đừng) - Hoàng Thục Linh
12. Dù Biết (Tina Tình) - Tina Tình
13. Một Mai Em Đi (Trường Sa) - Lê Nguyên
14. LK Mùa Hè (Thanh Sơn) - Thanh Tuyền
15. Hài kịch: Tuổi Hạc - Vân Sơn, Bảo Chung
16. Tình khúc Chiều Mưa (Nguyễn Ánh 9) - Thu Phương
17. Mùa Hè 42 (LV: Phạm Duy) - Tuấn Ngọc
18. La Isla Bonita (LV: Ngọc Trinh) - Cát Tiên
19. Đưa Em Vào Hạ (Trầm Tử Thiêng) - Giang Tử
20. Nỗi Buồn Sa Mạc (Tú Nhi) - Chế Linh, Giang Tử
21. Hài kịch: Chuyện Tình Vào Hạ - Vân Sơn, Bảo Chung, Lê Huỳnh, Kiều Oanh
22. Edmonton Summer (Lê Ngọc) - Cát Tiên, Triệu Minh, Hoàng Thục Linh, Linda Chou, Lê Nhật Minh, Lê Nguyên
23. Behind the scenes
24. Ký sự: Edmonton và cộng đồng người Việt - Vân Sơn, Việt Thảo

###### Vân Sơn 46
Vân Sơn 46 với chủ đề Vân Sơn in Praha - Giữ trọn tình quê được thu hình ngày 29 tháng 4 năm 2011 tại Nhà thi đấu Tesla, Praha, Cộng hòa Séc và phát hành ngày 4 tháng 7 năm 2011. MC chương trình: Việt Thảo
1. Phần mở đầu - Việt Thảo
2. Múa dân tộc Tiệp Khắc
3. Podvod (Nhạc: Tiệp Khắc, LV: Tina Tình) - Tina Tình
4. Thư Pháp (Nguyễn Duy Hùng) - Thu Phương
5. Trường Cũ Tình Xưa (Duy Khánh) - Giang Tử
6. Hài kịch: Ông Xã Number One - Kiều Oanh, Lê Huỳnh, Calvin Hiệp
7. Tình Giả Vờ (LV: Ngọc Trinh) - Hoàng Thục Linh
8. LK Kẻ Trắng Tay, Xua Đi Huyền Thoại (Thái Hoàng) - Trường Vũ
9. Trình tấu Saxophone - Danh kèn Tiệp Khắc Felix Slovasek
10. Last Battle (Lê Ngọc) - Linda Chou
11. Hài kịch: Giữ Trọn Tình Quê - Vân Sơn, Bảo Chung
12. Thương Hận (Tú Nhi) - Chế Linh
13. Love Ya (LV: Ngọc Trinh) - Cát Tiên
14. Điệu Buồn Ngàn Năm - Lê Nhật Minh
15. Gõ Cửa (Hoài Linh) - Thanh Tuyền
16. Cô Bắc Kỳ Nho Nhỏ (Phạm Duy) - Tuấn Ngọc
17. Tình Yêu Không Quay Về (Lê Quang) - Triệu Minh
18. Hài kịch: Chè Xanh Internet - Quang Minh, Hồng Đào
19. Nụ Hôn Đầu (Lê Ngọc) - Lê Nguyên
20. Tình Hờ (Phạm Duy) - Thu Phương
21. Nhạc cảnh: Thằng Bờm - Lê Huỳnh, Kiều Oanh, Vân Sơn, Bảo Chung
22. Cho Em Quên Tuổi Ngọc (Lam Phương) - Ngọc Hạ
23. Múa dân tộc Tiệp Khắc 2
24. LK Xin Anh Giữ Trọn Tình Quê - Trường Vũ, Chế Linh, Giang Tử
25. Yêu Hà Nội (Nguyễn Đức Cường) - Cát Tiên, Linda Chou, Hoàng Thục Linh, Triệu Minh
26. Behind the scenes
27. Ký sự: Giữ Trọn Tình Quê - Việt Thảo, Vân Sơn

##### 2010

###### Vân Sơn 45
Vân Sơn 45 với chủ đề Vân Sơn in Minnesota - Huyền thoại được thu hình ngày 21 tháng 8 năm 2010 tại Nhà hát Northrop, Minneapolis, Minnesota và phát hành ngày 18 tháng 11 năm 2010. MC chương trình: Việt Thảo
1. Đưa Em Tìm Động Hoa Vàng (Phạm Duy, thơ: Phạm Thiên Thư) - Don Hồ, Hoàng Thục Linh
2. Chuyện Tình Ngưu Lang Chức Nữ (Mạc Phong Linh) - Chế Linh
3. Anh Đi Qua Đời Em (Tina Tình) - Tina Tình
4. Ảo thuật - Mạc Can, Việt Thảo
5. Nếu Điều Đó Xảy Ra (Ngọc Châu) - Lê Nguyên, Lê Nhật Minh
6. Hài kịch: Tiên Việt Nam - Vân Sơn, Bảo Chung
7. Dại Khờ (Nguyễn Hoàng Duy) - Triệu Minh
8. Hàn Mặc Tử (Trần Thiện Thanh) - Giang Tử
9. Harmonica huyền thoại - Tòng Sơn
10. Phương Xa (Nhạc Đài Loan, LV: Ngọc Trinh) - Linda Chou
11. Cải lương: Người Đẹp Trong Tranh - Linh Tâm, Hữu Nghĩa, Lê Huỳnh, Kiều Oanh
12. Huyền Thoại Một Tình Yêu (LV: Giáng Ngọc) - Cát Tiên
13. Ảo thuật: Hột Gà - Mạc Can, Việt Thảo
14. Triệu Đóa Hoa Hồng (Nhạc Nga, LV: Cẩm Vân) - Don Hồ
15. Tình Phai (Nguyễn Ngọc Tài) - Nguyễn Huy
16. Ai Xuôi Vạn Lý (Lê Thương) - Thanh Tuyền
17. Hài kịch: Ai Là Triệu Phú - Quang Minh, Hồng Đào
18. Thiên Thần Trong Truyện Tranh (LV: Tú Trung) - Hoàng Thục Linh
19. Kèn - Mạc Can, Việt Thảo
20. Một cõi đi về (Trịnh Công Sơn) - Lê Nhật Minh
21. Đêm Bơ Vơ (Duy Khánh) - Ngọc Hạ
22. Trăng Tình Sử - Trường Vũ
23. Honey Honey - Lê Nguyên
24. Hài kịch: Lương Sơn Bá Chúc Anh Đài - Vân Sơn, Bảo Chung, Lê Huỳnh, Kiều Oanh
25. Huyền Thoại Người Con Gái (Lê Hựu Hà, Nguyễn Trung Cang) - Linda Chou, Cát Tiên, Triệu Minh
26. Ký sự: Xứ Vạn Hồ Minnesota - Mây In Bóng Nước - Việt Thảo, Vân Sơn

###### Vân Sơn 44
Vân Sơn 44 với chủ đề Vân Sơn in Connecticut - Nhớ nhà được thu hình ngày 24 tháng 4 năm 2010 tại Nhà hát lớn MGM, Khu nghỉ dưỡng và Sòng bài Foxwood, Mashantucket, Connecticut và phát hành ngày 24 tháng 6 năm 2010. MC chương trình: Việt Thảo. Cuốn cuối cùng có sự xuất hiện của nữ ca sĩ Tâm Đoan sau sự trở lại và cộng tác 2 năm với Trung tâm Vân Sơn.
1. Yêu Chị Hai Lúa - Vân Sơn
2. Tôi Vẫn Nhớ (Ngân Giang) - Chế Linh
3. Bóng Đêm Cuộc Tình (LV: Ngọc Trinh) - Hoàng Thục Linh
4. Những Ngày Xưa Thân Ái (Phạm Thế Mỹ) - Giang Tử
5. Xin Mãi Yêu (LV: Ngọc Trinh) - Linda Chou
6. Thần Rắn (Mạc Vân) - Mạc Can, Vân Sơn, Việt Thảo
7. Teen Vọng Cổ (Trần Anh Khôi) - Huỳnh Phạm Ngọc
8. Phượng Hồng (Vũ Hoàng) - Lê Nhật Minh
9. Lý Cái Mơn (Lê Giang) - Tâm Đoan
10. Mơ Về Em - Don Hồ
11. Bảy Đêm Kỷ Niệm (LV: Ngọc Trinh) - Cát Tiên
12. Ngày trở về - Vân Sơn, Quang Minh, Hồng Đào
13. Gái Huế Chồng Xa - Thanh Tuyền
14. Nhạt Nắng (Y Vân, Xuân Lôi) - Trường Vũ
15. Thằng Bạn Đời (Minh Khang) - Vân Sơn, Trường Vũ
16. Phố Quen (Mạnh Trinh) - Lê Nguyên
17. Khoảng Cách (Tina Tình) - Tina Tình
18. Yesterday Once More - Cát Tiên, Hoàng Thục Linh, Linda Chou
19. Chiều Đồng Quê (Khánh Đăng) - Hạ Vy
20. Ứng Xử - Vân Sơn, Lê Huỳnh, Kiều Oanh, Việt Thảo
21. Nhớ Nhà (Vân Sơn, Lê Ngọc) - Hợp Ca
22. Ký sự - Việt Thảo, Vân Sơn

#### Thập niên 2000

##### 2009

###### Vân Sơn 43
Vân Sơn 43 với chủ đề Vân Sơn in Atlanta - Những cung điệu quê mình được thu hình ngày 11 tháng 7 năm 2009 tại Trung tâm biểu diễn nghệ thuật Cobb Energy, Atlanta, Georgia và phát hành tháng 11 năm 2009. MC chương trình: Việt Thảo.
1. Hát từ nguồn cội – Vân Sơn
2. Home - Kristine Sa
3. Tai tiếng - Tina Tình
4. Gánh hàng rong – Lê Nhật Minh
5. Hài kịch: 12 Con Giáp - Vân Sơn, Bảo Quốc
6. Sắc màu cuộc sống – Cát Tiên
7. Tình bậu muốn thôi – Linh Tâm
8. Con cò – Ngọc Hạ
9. Ngày đó trên quê hương mình – Chế Linh
10. Hài kịch: Ảo thuật quốc tế - Vân Sơn, Mạc Can
11. Xin làm người hát rong – Hoàng Thục Linh
12. Khúc tình nồng – Lê Nguyên
13. LK Ru Con, Thuyền Mộng - Thanh Tuyền
14. Thổi chai – Mai Đình Tới
15. Hài kịch: Ba mẹ thời đại – Hồng Nga, Hữu Nghĩa, Linh Tâm
16. Những giai điệu không quên – Tâm Đoan
17. 999 Đóa hồng - Linda Chou
18. Câu chuyện tình tôi – Ngọc Hạ, Lê Nhật minh
19. Hài kịch: Nhị Kiều tướng quân – Vân Sơn, Kiều Oanh, Lê Huỳnh
20. É o le cuộc tình – Trường Vũ
21. Cây đàn bỏ quên – Trường Vũ, Cát Tiên
22. Hài kịch: Hai mặt cuộc đời - Vân Sơn, Kiều Oanh, Lê Huỳnh
23. Điệu lâm thôn Trà Vinh – Hạ Vy
24. LK Oẳn tù tì - Linda Chou, Lê Nhật Minh, Hoàng Thục Linh, Lê Nguyên
25. California Waste Solutions
26. Ký sự: Atlanta và cộng đồng người Việt – Vân Sơn, Charlie Nguyễn, Danny Do
27. Behind the scenes

###### Vân Sơn 42
Vân Sơn 42 với chủ đề Vân Sơn in Denver - Nắng ấm cao nguyên được thu hình ngày 21 tháng 2 năm 2009 tại Nhà hát Wells Fargo, Trung tâm hội nghị Colorado, thành phố Denver, Colorado và phát hành tháng 7 năm 2009. MC chương trình: Việt Thảo.
1. Vọng Cố Hương (Chí Tâm) - Vân Sơn
2. Xin Đừng Chiêm Bao (Tường Văn) - Hoàng Thục Linh
3. Vắng Bóng Em (Lê Hoàng) - Tuấn Ngọc
4. Hài kịch: Chuyện Tình Mùa Đông - Quang Minh, Hồng Đào
5. Ta Mãi Thuộc Về Nhau (Hương Quỳnh) - Lê Nguyên
6. Đưa Em Về Quê Hương (Duy Khánh) - Chế Linh
7. Cỏ Dại (Tina Tình) - Tina Tình
8. Ca múa hài: Ấy Ơi Ấy À - Vân Sơn, Giáng Ngọc, Kiều Oanh, Lê Huỳnh
9. Cải lương: Phụng Nghi Đình - Kim Tử Long, Tài Linh
10. Định Mệnh (Song Ngọc) - Tâm Đoan
11. Về Đây Em (Trịnh Nam Sơn) - Lê Nhật Minh
12. Muôn Dặm Tìm Anh - Thanh Tuyền
13. Lời Cho Người Tình Phụ (Tú Nhi) - Chế Phong
14. Nhuệ Khí Tuổi Già (Vũ Thanh) - Bảo Quốc, Ngọc Giàu, Kim Tử Long
15. Nén Hương Yêu (Duy Khánh) - Ngọc Hạ
16. Xin Gọi Nhau Là Cố Nhân (Song Ngọc) - Trường Vũ
17. Một Lời Thề (LV: Ngọc Trinh) - Cát Tiên
18. Quen Nhau Trên Đường Về (Thăng Long) - Hạ Vy
19. Hài kịch: Người Khách Lạ - Vân Sơn, Kiều Oanh, Lê Huỳnh, Trường Vũ, Chế Phong
20. LK Lý Ngựa Ô - Tâm Đoan, Cát Tiên
21. Người Tình Muôn Thuở (LV: Ngọc Trinh) - Linda Chou
22. Swimsuit catwalk - 10 models

##### 2008

###### Vân Sơn 41
Vân Sơn 41 với chủ đề Vân Sơn in Florida - Quê hương gặp lại được thu hình 20 tháng 9 năm 2008 tại Nhà hát Mahaffey, Trung tâm nghệ thuật Duke Energy, thành phố St. Petersburg, Florida và phát hành tháng 12 năm 2008. MC chương trình: Việt Thảo
1. LK Quê Hương Ba Miền - Việt Thảo, Vân Sơn, Trường Vũ, Diễm Liên, Hạ Vy, Tâm Đoan, Cát Tiên, Linda Chou
2. Quê Hương Bỏ Lại (Tô Huyền Văn) - Chế Linh
3. Nghiệt Ngã (Tina Tình) - Tina Tình
4. Hài kịch: Homeless USA (Kiều Oanh, Lê Huỳnh, Việt Thảo) - Kiều Oanh, Lê Huỳnh, Việt Thảo
5. Đã Biết Khi Yêu (Huỳnh Nhật Tân) - Andy Quách
6. LK Hoa Phượng (Thanh Sơn) - Hạ Vy
7. Nhạc cảnh hài: Yêu Cô Gái Miền Tây (Đình Văn) - Vân Sơn, Hồng Đào
8. Nha Trang Ngày Về (Phạm Duy) - Diễm Liên
9. Dấu Chấm Hỏi (Thế Hiển) - Chế Phong
10. Hiu Quạnh (LV: Giáng Ngọc) - Linda Chou
11. Hài kịch: Bên Cầu Dệt Lụa (Vân Sơn, Bảo Liêm) - Vân Sơn, Bảo Liêm
12. Tân cổ giao duyên: Cho Vừa Lòng Nhau - Kim Tử Long, Tâm Đoan
13. LK Tuổi học trò - Cát Tiên, Andy Quách, Linda Chou, Huân Vũ
14. Hương Xưa (Cung Tiến) - Nguyên Khang
15. Ai Nhớ Chăng Ai (Hoàng Thi Thơ) - Tâm Đoan
16. Hài kịch: Quê Hương Tôi Gặp Lại (Hùng Lâm) - Quang Minh, Hồng Đào, Hữu Nghĩa
17. Người Đến Từ Triều Châu - Trường Vũ
18. Mẹ (Hoàng Nghĩa) - Trường Vũ
19. LK Chuyện chúng mình - Chế Linh, Chế Phong, Trường Vũ
20. Kỷ Niệm Mối Tình Thơ (Nhật Đăng Huy) - Cát Tiên
21. Ký sự: Gặp Lại Quê Hương Tại Florida - Vân Sơn, Việt Thảo

###### Vân Sơn 40
Vân Sơn 40 với chủ đề Vân Sơn in Dallas - Những chuyện tình bất tử được thu hình ngày 24 tháng 5 năm 2008 tại Nhà hát Majestic, Dallas, Texas và phát hành tháng 9 năm 2008. MC chương trình: Việt Thảo. Chương trình có sự trở lại của Tâm Đoan sau 6 năm cộng tác với Trung tâm Thúy Nga.
1. Bối Rối Trong Tình Yêu (LV: Huỳnh Nhật Tân) - Linda Chou
2. Chuyện Tình Romeo - Juliet (LV: Ánh Liên) - Vpop
3. LK Những Chuyện Tình Bất Tử - Tâm Đoan
4. Hài kịch: Một Duyên Hai Nợ Ba Tình - Vân Sơn, Bảo Liêm, Bảo Vi
5. Cành Hoa Trắng (Phạm Duy) - Don Hồ
6. Mưa Chiều Miền Trung (Hồng Xương Long) - Hạ Vy
7. The Phantom Of The Opera (LV: Diệu Hương) - Nguyên Khang, Diễm Liên
8. Hài kịch: Thầy Bói Trúng Số - Lê Huỳnh, Kiều Oanh
9. Mất Nhau Từ Đây (Huỳnh Nhật Tân) - Andy Quách
10. LK Những đồi hoa sim (Dzũng Chinh) & Áo Anh Sứt Chỉ Đường Tà (Phạm Duy - Thơ: Hữu Loan) - Thanh Tuyền
11. Nail, Nail, Nail (Dino Phạm Hoàng Dũng) - Vân Sơn
12. Thì Thầm (Tina Tình) - Tina Tình
13. Hững Hờ (Huỳnh Nhật Tân) - Lê Nhật Minh
14. Bi hài kịch: Một Ngày Hạnh Phúc - Quang Minh, Hồng Đào
15. Ngày Em Đi (Huỳnh Nhật Tân) - Cát Tiên, Andy Quách
16. Huế Xưa (Anh Bằng) - Ngọc Hạ
17. Ta Vẫn Yêu Người (LV: Hà Quang Minh) - Don Hồ, Nguyên Khang, Nguyên Khương
18. Sông Dài - Phi Nhung
19. Song tấu: Những Chuyện Tình Bất Tử - Vân Sơn, Bảo Liêm
20. Tím Cả Rừng Chiều (Thu Hồ) - Trường Vũ
21. Giọt Đàn Thạch Sanh (Tuấn Khanh) - Nguyễn Hồng Nhung
22. Giấc Mơ Tình Yêu (LV: Huỳnh Nhật Tân) - Cát Tiên
23. Ký sự: Dallas Đất Lành Chim Đậu

###### Vân Sơn 39
Vân Sơn 39 với chủ đề Vân Sơn in San Jose 3 - Mẹ và quê hương được thu hình ngày 18 tháng 8 năm 2007 tại Trung tâm hội nghị Anaheim, thành phố Anaheim, California và phát hành tháng 5 năm 2008. MC chương trình: Việt Thảo
1. Lời giới thiệu
2. Mẹ Âu Cơ (Huỳnh Nhật Tân, Đức Trí) - Don Hồ, Diễm Liên, Nguyên Khang, Nguyễn Hồng Nhung, Vũ đoàn Lạc Cầm
3. Lối Về Đất Mẹ (Duy Khánh) - Thanh Tuyền
4. Tình Yêu Bất Tận (LV: Andy Quách) - Andy Quách, Linda Chou
5. Ô Kìa Đời Bỗng Dưng Vui (Hoàng Thi Thơ) - Ngô Thanh Vân
6. Tân cổ giao duyên: Lòng mẹ - Kim Tử Long
7. Hoa Lài Màu Xanh (Tina Tình) - Tina Tình
8. Nhớ Ơn Mẹ (Đinh Trung Chính) - Don Hồ
9. Mẹ Yêu Dấu (LV: Huỳnh Nhật Tân) - Linda Chou
10. Bông Hồng Trắng (Nhật Ngân) - Trường Vũ
11. Con Yêu (LV: Cẩm Vân) - Diễm Liên
12. Nhạc cảnh: Hành Trình Trên Đất Phù Sa (Thanh Sơn) - Vân Sơn, Giáng Ngọc
13. Kỷ Niệm (Phạm Duy) - Ngọc Hạ
14. Áo Xanh (Tuấn Khanh) - Vpop
15. Ca Dao Mẹ (Trịnh Công Sơn) - Nguyễn Hồng Nhung
16. Cải lương: Võ Tắc Thiên (Bạch Mai) - Phi Nhung, Bình Tinh
17. Đã Yêu Em Rồi (LV: Huỳnh Nhật Tân) - Andy Quách
18. Hoa Vẫn Nở Trên Đường Quê Hương (Phạm Thế Mỹ) - Chế Linh
19. Quê Mẹ Trong Niềm Nhớ (Lê Trần Hoàng) - Nguyên Khang
20. Huyền Trân Công Chúa (Nhất Sinh) - Hạ Vy
21. Tân cổ giao duyên: Lời ru Quê Mẹ - Bạch Tuyết, Quang Thành
22. Hài kịch: Bạn Già (Vân Sơn, Bảo Liêm) - Vân Sơn, Bảo Liêm
23. Mẹ Hiền Yêu Dấu - Cát Tiên
24. Than Thở Lục Bình - Phi Nhung
25. Lối Về Xóm Nhỏ (Trinh Hưng) - Nhã Thanh
26. Hài kịch: Welcome To America (Hùng Lâm) - Quang Minh, Hồng Đào, Vân Sơn
27. LK Mẹ Và Quê Hương - Nguyên Khang, Nguyễn Hồng Nhung, Andy Quách, Diễm Liên, Thanh Tuyền, Hạ Vy, Phi Nhung, Linda Chou, Nhã Thanh, Chế Linh, Trường Vũ, Ngọc Hạ, Vpop

##### 2007

###### Vân Sơn 38
Vân Sơn 38 với chủ đề Vân Sơn in Singapore - Đêm hội ngô được thu hình ngày 13 tháng 10 năm 2007 tại Khán phòng Ho Bee trực thuộc Trung tâm Văn hóa, Đại học Quốc gia Singapore và được phát hành ngày 13 tháng 12 năm 2007. MC chương trình: Vân Sơn, Bảo Liêm
1. Garden Paradise - Vũ đoàn Singapore
2. They Don't Care About Us - Ngô Thanh Vân
3. LK Chinese Melodies - Don Hồ, Andy Quách, Cát Tiên, Linda Chou
4. Giọt Mưa Thu - Ngọc Hạ
5. LK Ai Về Sông Tương, Tôi Đi Giữa Hoàng Hôn - Nguyên Khang
6. Hài kịch: Về Quê Ngoại - Việt Hương, Minh Nhí, Trang Thanh Lan
7. Người Tình Mùa Đông - Linda Chou
8. Aline - Don Hồ
9. Nhạc cảnh: Chuyện Bà Tám - Vân Sơn, Phi Nhung
10. Uniquely You - Wendy Kol
11. Tình Anh Bán Chiếu - Kim Tử Long
12. Vòng Xoay - Tina Tình
13. LK Elton John's Melodies - Vpop
14. Hài kịch: Hội Ngộ - Quang Minh, Hồng Đào, Minh Nhí
15. Hận Đồ Bàn - Trường Vũ
16. LK Paula Adul's Melodies - Cát Tiên
17. Sầu Lẻ Bóng - Thanh Tuyền
18. Kiếp nào có yêu nhau - Diễm Liên
19. Uniquely Colourful Singapore - Vũ đoàn Singapore
20. Tình Yêu Cách Trở - Chế Phong, Hạ Vy
21. Bài Ngợi Ca Quê Hương - Phi Nhung
22. Song tấu - Vân Sơn, Bảo Liêm
23. Caravan Of Life - Andy Quách
24. Ký sự: Đảo Quốc Sư Tử - Vân Sơn, Bảo Liêm
25. Behind the scenes

###### Vân Sơn 37
Vân Sơn 37 với chủ đề Vân Sơn in The Kingdom of Cambodia được thu hình tại Campuchia năm 2007 và phát hành ngày 28 tháng 9 năm 2007. Đây là DVD gồm 1 bộ phim và các bài MTV, không diễn trên sân khấu. Xen giữa các bài hát là phóng sự về người Việt ở Campuchia. MC chương trình: Việt Thảo
1. Phim truyện: Đạo Nghĩa Giang Hồ (Đạo diễn: Charlie Nguyễn) - Việt Thảo, Bảo Liêm, Vân Sơn, Kim Tiến
2. Cánh Sen Kỷ Niệm (LV: Giáng Ngọc) - Hạ Vy
3. Baby I Love You (LV: Andy Quách) - Andy Quách
4. Làng Chăm Quê Em (LV: Chế Linh) - Chế Linh
5. Chuyện Tình Thảo Nguyên (Trần Tiến) - Phi Nhung
6. Người Hùng (LV: Minh Khang) - Ngô Thanh Vân
7. Tình Cây Thốt Nốt (LV: Giáng Ngọc) - Nhã Thanh
8. Nụ cười Rất Lạ (Tina Tình) - Tina Tình
9. Khi Không Có Tình Yêu (Lê Ngọc) - Nguyên Khang
10. Trăng Sơn Cước (Văn Phụng) - Ngọc Hạ
11. Dừng Bước (Hoàng Nghĩa) - Trường Vũ
12. Lời Nguyền (Lê Ngọc) - Diễm Liên
13. Hạnh Phúc Êm Đềm (LV: Giáng Ngọc) - Cát Tiên
14. Tình Người Xa Xứ (Thanh Sơn) - Trường Vũ, Phi Nhung
15. Sắc Màu (Trần Tiến) - Nguyễn Hồng Nhung

###### Vân Sơn 36
Vân Sơn 36 với chủ đề Vân Sơn in Taiwan và người Việt trên xứ Đài được thu hình ngày 25 thảng 3 năm 2007 tại Hội trường biểu diễn Bình Trấn, thành phố Đào Viên, Đài Loan và phát hành ngày 31 tháng 5 năm 2007. MC chương trình: Việt Thảo
1. Phần mở đầu - Vũ đoàn dân tộc Đài Loan
2. Yêu Xin Chớ Dối Gian (LV: Huỳnh Nhật Tân) - Andy Quách
3. Đêm Phương Nam (Nhất Huy) - Phi Nhung
4. Em Tôi (Võ Đông Điền) - Vương Nhật Huy
5. Kiếp Đơn Nghèo (Lâm Hoàng) - Hạ Vy
6. Hài kịch: Học Tài Thi Phận - Việt Hương, Vân Sơn, Bảo Liêm
7. Xin Yêu Tôi Bằng Cả Tình Người (Tú Nhi) - Chế Linh
8. China Opera - Vũ đoàn dân tộc Đài Loan
9. Bài không tên số 2 (Vũ Thành An) - Nguyên Khang
10. Mười Thương - Nhã Thanh
11. LK Mùa Thu Lá Bay, Xứ Người Nhớ Quê (Hoàng Nghĩa) - Trường Vũ
12. Bước Nhảy Thiên Thần (Nguyễn Quang) - Yến Xuân
13. Hài kịch: Đám Cưới Đầu Hè - Quang Minh, Hồng Đào, Hoàng Nghĩa
14. Tân cổ giao duyên: Lấy Chồng Xứ Lạ - Phi Nhung, Kim Tử Long
15. Trả Lại Cho Tôi (Tina Tình) - Tina Tình
16. Tiễn Biệt (Tô Thanh Tùng) - Thanh Tuyền
17. Bài không tên số 8 (Vũ Thành An) - Tuấn Ngọc
18. Đêm Xót Xa - Ngô Thanh Vân
19. LK Tình Người Kỹ Nữ - Chế Linh, Trường Vũ, Chế Phong
20. Con Thuyền Không Bến (Đặng Thế Phong) - Ngọc Hạ
21. Tình Mãi Bên Nhau (LV: Huỳnh Nhật Tân) - Andy Quách, Linda Chou
22. LK Căn Nhà Ngoại Ô - Phi Nhung, Hạ Vy, Nhã Thanh
23. Chiều Phủ Tây Hồ (Phú Quang) - Diễm Liên
24. Oohlala (LV: Huỳnh Nhật Tân) - Cát Tiên
25. Hài kịch: Ước Gì (Bảo Liêm) - Vân Sơn, Bảo Liêm
26. Ngày Xưa Yêu Dấu (Nguyễn Quang) - Vpop
27. Ký sự: Người Việt Trên Xứ Đài - Việt Thảo

##### 2006

###### Vân Sơn 35
Vân Sơn 35 với chủ đề Vân Sơn in Canada - Tình người viễn xứ được thu hình 5 tháng 8 năm 2006 tại Trung tâm Nghệ thuật sống (Living Arts Centre), thành phố Mississauga, tỉnh Ontario, Canada và phát hành ngày 14 tháng 12 năm 2006. MC chương trình: Việt Thảo
1. LK Đức Huy - Cát Tiên
2. Hẹn hò - Ngọc Hạ
3. Hương Yêu - Tuấn Ngọc, Thái Thảo
4. Đêm Trên Vùng Đất Lạ - Chế Linh
5. Hài kịch: Niềm Vui Tuổi Già - Lê Huỳnh, Bé Tí, Hoài Tâm, Linda
6. Chim Trắng Mồ Côi - Phi Nhung
7. Nhớ Em - Nguyễn Thắng
8. Tiễn Người Đi - Lệ Chi
9. Cuộc Tình Đã Lỡ - Vương Nhất Huy
10. Lòng mẹ Tha Hương - Trường Vũ
11. Hài kịch: Mộng Bất Bình Thường - Quang Minh, Hồng Đào, Lê Huỳnh, Vicky, Bé Tí Tẹo
12. Trên Bến Sông Buồn - Hương Lan, Thanh Tuyền
13. Mười Năm Tình Cũ - Nguyên Khang
14. Hãy Nói Lời Yêu Dấu - Nguyễn Thắng, Cát Tiên
15. Vết Thương Cuối Cùng - Hà Ngọc Vân
16. Mất Nhau - Ngô Thanh Vân
17. Thay Lòng - Lệ Chi, Trường Vũ
18. Nhạc cảnh: Tấm Cám - Trang Thanh Lan, Hoài Tâm, Bé Tí, Jonathan Phan
19. Nụ Hôn Biệt Ly - Andy Quách
20. Phận Tơ Tằm - Diễm Liên
21. Chỉ Riêng Mình Em - Vpop
22. Song tấu - Vân Sơn, Bảo Liêm, Việt Thảo
23. Sớm Chồng - Hạ Vy
24. Down Down Down - Andy Quách, VY
25. Ký sự: Toronto

###### Vân Sơn 34
Vân Sơn 34 với chủ đề Vân Sơn in San Jose 2 - Quê hương vùng trời kỷ niệm được thu hình năm 2006 tại Trung tâm biểu diễn nghệ thuật San Jose, California và phát hành ngày 20 tháng 9 năm 2006. MC chương trình: Việt Thảo. Chương trình có sự xuất hiện lần đầu tiên của Ngọc Hạ và Nguyễn Hồng Nhung.
1. Hồ Trên Núi - Ngọc Hạ
2. LK Hà Nội - Tuấn Ngọc, Thái Thảo
3. Quên Một Lời Thề - Nguyễn Thắng
4. Ôi Quê Tôi - Diễm Liên
5. Hài kịch: Thị Cầu Lên Chùa - Lê Huỳnh, Bé Tí
6. Đàn Cầm - Nguyễn Hồng Nhung
7. Quên Đi Anh - Cát Tiên
8. LK Huế - Thanh Tuyền
9. Nha Trang - Vương Nhất Huy
10. LK Đà Lạt - Hạ Vy
11. Hài kịch: Hàng Độc - Quang Minh, Hồng Đào, Tracy Phạm
12. Chuyện Tình La Lan - Phi Nhung
13. Neo Đậu Bến Quê - Ngọc Hạ
14. K.O. - Andy Quách
15. Hài kịch: Hai Đất Ba Ruộng - Vân Sơn, Bảo Liêm, Giáng Ngọc
16. Em Còn Nhớ Hay Em Đã Quên - Hà Ngọc Vân
17. Đêm Nhớ Về Sài Gòn - Nguyên Khang
18. Musicality - VY
19. Người Phu Quét Đường - Trường Vũ
20. Sóc Trăng - Nhã Thanh
21. Hài kịch: Chị Tôi - Trang Thanh Lan, Lê Huỳnh
22. Vọng cổ: Thương Nhớ Miền Tây - Hương Lan
23. Bạc Liêu Hoài Cổ - Lệ Chi
24. Hài kịch: Vùng Trời Kỷ Niệm - Vân Sơn, Hoài Tâm
25. Quê Hương - Ý Lan
26. Nhớ Nhà - Vpop

###### Vân Sơn 33
Vân Sơn 33 với chủ đề Vân Sơn in Shanghai - Hậu máu nhuộm bãi Thượng Hải được thu hình tại Thượng Hải, Trung Quốc năm 2006 và phát hành ngày 23 tháng 6 năm 2006. Đây là bộ DVD gồm tiểu phẩm ngắn và MTV, không trình diễn trên sân khấu. Xen giữa các MTV là các phần ký sự. MC chương trình: Việt Thảo
1. Máu Nhuộm Bãi Thượng Hải - Vân Sơn, Bảo Liêm
2. Thời Anh Hùng Thượng Hải - Nguyễn Thắng
3. Đêm Thượng Hải - Diễm Liên
4. Đời Là Gì - Trường Vũ
5. Bước Giang Hồ - Cát Tiên
6. Mong Chờ - Hà Ngọc Vân
7. Đã Quên Một Cuộc Tình - Vpop
8. Trước Giờ Đầu Thai - Quang Minh, Hồng Đào
9. Giấc Mơ Một Cuộc Tình - Andy Quách
10. Lỡ Yêu Mình Anh - Lệ Chi
11. Tuyết Rơi - Vương Nhật Huy
12. Cuộc Tình Đã Lỡ - Hạ Vy
13. Tình Gian Dối - Nguyên Khang
14. Đời Con Gái - Phi Nhung
15. Thâm Cung Bí Sử - Lê Huỳnh, Trang Thanh Lan, Bé Tí, Hoài Tâm
16. Trái Tim Vẫn Chờ - Vân Thảo, Tuyết Thanh
17. Người Tình Trong Mộng - Vân Sơn

##### 2005

###### Vân Sơn 32
Vân Sơn 32 với chủ đề Vân Sơn in Australia - Down Under được thu hình tháng 10/2005 tại Melbourne, Úc và phát hành tháng 12 năm 2005. MC chương trình: Việt Thảo
1. Một Thoáng Yêu Qua - Cát Tiên
2. Hát rap ngẫu hứng – MC Việt Thảo
3. Từ Khi Vắng Anh - Hạ Vy
4. Mơ - Minh Trí
5. Không Yêu Anh Đâu - Việt Thi
6. Nhạc cảnh hài: Lộc đỉnh ký - Vân Sơn, Bảo Liêm, Bé Tí, Jonathan, Vũ đoàn Lạc Hồng
7. LK Thương Hoài Ngàn Năm, Tình khúc Chiều Mưa - Thanh Tuyền
8. Don't U Love Me - VY
9. Trong 2 Chọn 1 - Trường Vũ
10. Nỗi lòng - Thanh Hà
11. Hài kịch: Lớp Học Việt Ngữ - Trang Thanh Lan, Lê Huỳnh, Bé Tí, Hoài Tâm
12. Tình Cuồng Say - Andy Quách
13. Xa Vắng - Lệ Chi
14. Bản Tình Ca Đầu Tiên - Nguyên Khang
15. Chuyện Người Lên Xe Hoa - Trường Vũ, Phi Nhung
16. Hài kịch: Hai Bà Mẹ - Quang Minh, Hồng Đào, Jonathan, Linda
17. Ngồi Ôm Bóng Em - Nguyễn Thắng
18. Giọt Lệ Cô Đơn - Hà Ngọc Vân
19. Bóng Mát - Chế Linh
20. Nhớ - Vpop
21. Thương Chiếc Áo Bà Ba - Phi Nhung
22. Hài kịch: Người Chồng Bất Đắc Dĩ - Vân Sơn, Bảo Liêm, Hồng Đào, Trường Vũ
23. Vì Anh Yêu Em - Andy Quách, Nguyễn Thắng
24. Ký sự: Người Việt Tại Úc Châu Và Tân Đảo

###### Vân Sơn 31
Vân Sơn 31 với chủ đề Vân Sơn in Philippines và người Việt còn lại được thu hình tháng 6/2005 tại Tanghalang Pambangsa (Nhà hát Quốc gia), Manila, Philippines và phát hành ngày 3 tháng 11 năm 2005. MC chương trình: Việt Thảo
1. Con Rồng Cháu Tiên - Đoàn múa dân tộc Lạc Hồng
2. Love Is - Cát Tiên
3. LK Trộm Nhìn Nhau - Thanh Tuyền, Chế Linh
4. Ca nhạc hài: Ba Chàng Tị Nạn - Vân Sơn, Bảo Liêm, Lê Huỳnh
5. Múa dân tộc Bốn Miền - Đoàn múa dân tộc Philippines
6. LK Khóc Thầm, Người Thương Kẻ Nhớ - Hạ Vy
7. Ánh Mắt Đưa Tình - Minh Trí, Việt Thi
8. Hài kịch: Đời Sẽ Có Nhau - Quang Minh, Hồng Đào
9. Cánh Chim Lạc Loài - Cát Tiên, Vpop
10. Hoa Mười Giờ - Lệ Chi
11. I Am A Latina Woman - Isabel Granada
12. Hài kịch: Tây Thi - Trang Thanh Lan, Lê Huỳnh, Lê Tín
13. Phút Ban Đầu - Nguyên Khang, Diễm Liên
14. Khi Anh Bên Em - Andy Quách
15. Nhạc cảnh: Duyên Truyền Kiếp - Vân Sơn, Hồng Đào, Bé Tí, Vũ đoàn Lạc Cầm
16. Trái Cấm Tương Tư - Hà Ngọc Vân
17. Ước Chỉ Có Em - Nguyễn Thắng
18. Chỉ Vì Yêu Em - Tuấn Ngọc, Thái Thảo
19. Ly Rượu Đắng Cay - Trường Vũ
20. Doin To Me - VY
21. Hài kịch: Hai Lá Thư - Vân Sơn, Bảo Liêm, Quang Minh, Hồng Đào
22. Hát rap ngẫu hứng – MC Việt Thảo
23. Lời Nguyện Cầu - Vpop
24. Ký sự: Một Mảng Đời Tị Nạn

###### Vân Sơn 30
Vân Sơn 30 với chủ đề Vân Sơn in Little Saigon 2 được thu hình ngày 22 tháng 1 năm 2005 tại Nhà hát La Mirada thuộc tiểu bang California, Hoa Kỳ và phát hành 24 tháng 6 năm 2005. MC chương trình: Việt Thảo
1. Phước Lộc Thọ - Vân Sơn, Bảo Liêm, Quang Minh
2. Solo - VY
3. Bần - Trường Vũ
4. Hài kịch: Mộng Minh Tinh - Lê Tín, Trang Thanh Lan
5. Nghìn Trùng Xa Cách - Diễm Liên
6. Đã Lỡ Yêu Em - Minh Trí
7. Nhạc cảnh: Đại Náo Hà Tiên - Vân Sơn, Bảo Liêm, Hồng Đào
8. Tâm Sự Với Anh - Lệ Chi
9. Cứ Lừa Dối Đi - Nguyên Khang
10. Biết Em Không Còn Nhớ - Vpop
11. LK Dân Ca Ba Miền - Hạ Vy
12. Hài kịch: Hận Đàn Bà - Văn Chung, Lê Huỳnh, Mỹ Trinh, Giáng Ngọc, Hoài Tâm
13. Rung Động - Nguyễn Thắng
14. LK Phạm Duy - Tuấn Ngọc, Thái Thảo
15. Hết Rồi - Chế Linh
16. Hài kịch: Xin Không Trở Lại - Quang Minh, Hồng Đào
17. Gió Bấc - Nhã Thanh
18. Tình Còn Phong Ba - Cát Tiên
19. Ca nhạc hài: Nhất Vợ Nhì Trời - Vân Sơn, Bảo Liêm, Lê Huỳnh
20. Sau Bức Màn Nhung - Production song
21. Ký sự: Little Saigon...Thú Tiêu Khiển

###### Vân Sơn 29
Vân Sơn 29 với chủ đề Vân Sơn in Tokyo được thu hình năm 2004 tại Tokyo, Nhật Bản và phát hành ngày 24 tháng 3 năm 2005. MC chương trình: Việt Thảo
1. Phần mở đầu - Vân Sơn, Godzilla
2. LK Madonna - Cát Tiên, VY
3. Thả Diều Người - Edo Kabukiren
4. Hài kịch: Đạo diễn Bất Đắc Dĩ - Lê Huỳnh, Lê Tín, Trang Thanh Lan
5. Đành Lòng Sao Anh - Hạ Vy
6. Nhạc cảnh: 1001 Đêm - Vân Sơn, Hồng Đào
7. Beauty And The Beast - Tuấn Ngọc, Thái Thảo
8. Vẫn Yêu - Nguyễn Thắng
9. Shinto Dance - Asano
10. Hài kịch: Ngày Họp Mặt - Vân Sơn, Bảo Liêm, Lê Huỳnh
11. Mãi chờ ai - Nguyên Khang
12. Có Biết Không Anh - Nhã Thanh
13. This Is Me - Vy Nguyễn
14. Hài kịch: Vỏ Quýt Dày Móng Tay Nhọn - Văn Chung, Chí Tài
15. Khúc Hát Xót Xa - Minh Trí
16. Một Thời Nhung Nhớ - Diễm Liên
17. Yêu Em Suốt Đời - Nguyễn Thắng, Cát Tiên
18. Hài kịch: Robo Vợ - Quang Minh, Hồng Đào
19. Chuyện Tình Không Suy Tư - Chế Linh
20. Đất Nước Lẫm Liệt - Asuka Hayashi
21. Tình - Vpop
22. Một Thuở Đam Mê - Trường Vũ
23. Hài kịch: Người Bạn Tốt - Vân Sơn, Bảo Liêm, Quang Minh, Hồng Đào, Diễm Liên
24. Em Vẫn Chờ Anh - Cát Tiên
25. Conclusion of Vân Sơn, Godzilla
26. Ký sự: Người Việt Trên Đất Nhật - Việt Thảo

##### 2004

###### Vân Sơn 28
Vân Sơn 28 với chủ đề Vân Sơn in Melbourne được thu hình năm 2004 tại thành phố Melbourne, tiểu bang Victoria, Úc và phát hành tháng 11 năm 2004. MC chương trình: Việt Thảo. Đây là cuốn đầu tiên có sự xuất hiện của nữ ca sĩ Diễm Liên.
1. Cùng Vui Đêm Nay (LV: Huỳnh Nhật Tân) - Cát Tiên
2. Một Chuyến Xe Hoa (Minh Kỳ) - Nhã Thanh
3. Hỡi Người Yêu (Huỳnh Nhật Tân) - Nguyên Khang
4. Hài kịch: Hoàng Xà Tái Thế - Bé Mập, Lê Huỳnh
5. Nỗi Vô Tình Ngọt Ngào (Huỳnh Nhật Tân) - Diễm Liên
6. Hạnh Phúc Thương Đau (Hoàng Nghĩa) - Trường Vũ
7. Hoạt cảnh: Suýt Thành Hoa hậu (Vân Sơn, Hồng Đào) - Vân Sơn, Hồng Đào
8. Rau Răm Ở Lại (Song Ngọc) - Ý Lan
9. Hài kịch: Của Chung Của Riêng - Văn Chung, Trang Thanh Lan, Chí Tài
10. Khóc Cho Thêm Sầu (Nguyễn Thắng) - Nguyễn Thắng
11. Năm 17 Tuổi - Hạ Vy
12. Ca nhạc hài: Chồng Ơi Là Chồng (Bảo Liêm) - Vân Sơn, Bảo Liêm, Lê Huỳnh
13. Ngày Chia Tay (Huỳnh Nhật Tân) - Andy Quách, Cát Tiên
14. Cứ Tưởng Còn Trong Tay (Tú Nhi) - Chế Linh
15. Hài kịch: Chuyện Thiên Hạ (Tí Tẹo Võ) - Quang Minh, Hồng Đào
16. Nếu Chúng Mình Cách Trở (Tú Nhi) - Trường Vũ, Hạ Vy
17. Linh Hồn Tượng Đá (Mai Bích Dung) - Tuấn Ngọc
18. LK Lệ đá - Chế Linh, Tuấn Ngọc, Trường Vũ, Nguyên Khang
19. Giấc Mơ - Vpop
20. Tấu hài: Star Search (Vân Sơn, Bảo Liêm) - Vân Sơn, Bảo Liêm
21. Ký sự: Người Việt Ở Úc Châu

###### Vân Sơn 27
Vân Sơn 27 với chủ đề Vân Sơn in Little Saigon được thu hình năm 24 tháng 1 năm 2004 tại Little Saigon, California và phát hành tháng 5 năm 2004. MC chương trình: Việt Thảo
1. Phước Lộc Thọ - Vân Sơn, Bảo Liêm, Quang Minh
2. Yêu Mãi Không Thôi - Cát Tiên
3. Xót Xa Tình Đời - Trường Vũ
4. When I Left That Day - Minh Trí
5. Hài kịch: Lan Và Điệp - Bé Mập, Lê Tín
6. Hoạt cảnh: Áo Anh Áo Em - Vân Sơn, Giáng Ngọc, Vũ đoàn Lạc Hồng
7. Sẽ Không Bao Giờ Yêu - Nguyên Khang
8. Naughty Girl - Việt Thi
9. Hài kịch: Nữ hoàng Chuối Chiên - Quang Minh, Hồng Đào, Sony, Hoài Tâm
10. Đêm Hoa Đăng - Nhã Thanh
11. Ảo thuật - Palmas Nguyễn
12. Ca nhạc hài: Vợ Ơi Là Vợ - Vân Sơn, Bảo Liêm, Lê Huỳnh
13. Vì sao Không Nói - Nguyễn Thắng
14. Vũ Hội Tình Yêu - Tâm Đoan
15. Hờn Dỗi - Tuấn Ngọc
16. Cải lương hài: Chuyện Trên Trời Dưới Đất - Văn Chung, Chí Tài, Chí Tâm, Bé Mập, Trang Thanh Lan, Lê Huỳnh
17. LK Ngô Thụy Miên - Ý Lan
18. Tình Mãi Cách Xa - Cát Tiên, Andy Quách
19. LK Một Chiều Mưa - Trường Vũ, Tâm Đoan, Nhã Thanh
20. Không Nói Một Lời - Vpop
21. Hài kịch: Ách Giữa Đàng - Vân Sơn, Bảo Liêm, Quang Minh, Hồng Đào, Việt Thi
22. Ký sự: Ba Ngày Ăn Chơi Cuối Tuần Tại Little Saigon - Việt Thảo

###### Vân Sơn 26
Vân Sơn 26 với chủ đề Vân Sơn in San Jose 1 - Nắng lạ được thu hình 7 tháng 6 năm 2003 tại San Jose, California, Hoa Kỳ và phát hành tháng 4 năm 2004. MC chương trình: Việt Thảo
1. Lưu Vong - Vũ đoàn Lạc Hồng
2. Kỷ Niệm Vụt Bay - Nguyễn Thắng
3. Vùng Trời Xanh Kỷ Niệm - Chế Linh
4. Rau Nào Sâu Nấy - Văn Chung, Chí Tài, Giáng Ngọc
5. Bạc Tình - Tuấn Ngọc
6. LK Nhớ Người Yêu - Chế Linh, Tuấn Ngọc
7. Giọt Mưa Gọi Buồn - Nhã Thanh
8. Nắng Lạ phần 1 - Vân Sơn, Bảo Liêm, Hồng Đào, Lê Huỳnh, Charlie, Vicky
9. Ảo thuật: Thùng Kiếng - Palmas Nguyễn
10. Mộng Tha Hương - Trường Vũ
11. Homeless Thời Đại - Bé Mập, Lê Tín
12. Chim Sáo Xa Rồi - Tâm Đoan
13. LK New Wave 80's - Cát Tiên, Andy Quách, Minh Trí, Việt Thi
14. LK Thương Về Miền Trung - Trường Vũ, Nhã Thanh
15. Nắng Lạ phần 2 - Vân Sơn, Bảo Liêm, Hồng Đào, Lê Huỳnh, Minh Trí, Việt Thi
16. Vietnamese Boy - Minh Trí, Việt Thi
17. Chuyến Đò Không Em - Hoàng Lan
18. Sao Tôi Thấy - Quang Minh
19. Vịnh Cây Quạt - Ý Lan
20. Nắng Lạ phần 3 - Vân Sơn, Bảo Liêm, Hồng Đào, Lê Huỳnh, Minh Trí, Việt Thi
21. Ký sự: Người Việt Ở San Jose

##### 2003

###### Vân Sơn 25
Vân Sơn 25 với chủ đề Vân Sơn in Houston - Hoa hậu Việt Nam thế giới lần thứ hai được thu hình 19 tháng 7 năm 2003 tại Houston, Texas và phát hành tháng 8 năm 2003. MC chương trình: Việt Thảo
1. Một Lần Lỡ Yêu (LV: Huỳnh Nhật Tân) - Cát Tiên
2. Phỏng vấn cựu Hoa hậu - Bé Mập, Lê Tín
3. Thương Nhau Lý Tơ Hồng (Trương Quang Tuấn) - Nhã Thanh
4. LK Bụi Đời - Trường Vũ, Chế Linh
5. Tình Đã Nhạt Mờ (LV: Huỳnh Nhật Tân) - Nguyễn Thắng
6. Lấy Chồng Xứ Lạ - Vân Sơn, Bảo Liêm
7. Mưa Bay Trong Đời (Duy Khánh) - Trương Vũ
8. Oriental Cowgirl (LV: Minh Trí) - Minh Trí, Việt Thi
9. Áo Lụa Hà Đông (Ngô Thụy Miên, thơ: Nguyên Sa) - Ý Lan
10. Gió Sang Mùa - Tâm Đoan
11. Hoàng Tử Của Lòng Em - Quang Minh, Hồng Đào

###### Vân Sơn 24
Vân Sơn 24 với chủ đề Vân Sơn in Bangkok - Sân khấu & Nụ cười được thu hình năm 2003 tại Bangkok, Thái Lan và phát hành tháng 4 năm 2003. MC chương trình: Việt Thảo
1. Giới thiệu con người và đất nước Thái Lan
2. Phần mở đầu - Vũ đoàn dân tộc hoàng gia Thái Lan, Vân Sơn, Bảo Liêm, Quang Minh, Hồng Đào, Việt Thảo
3. With You Tonight (LV: Huỳnh Nhật Tân) - Cát Tiên
4. LK Nhớ Người Yêu - Chế Linh, Trường Vũ
5. Bea Xsua Ajam Rhal (Nhạc Thái Lan) - Jennifer
6. Về Trên Sông Cửu Long - Nhã Thanh
7. Tìm Lại Người Xưa - Văn Chung, Việt Thảo
8. Mãi Không Trở Về (LV: Huỳnh Nhật Tân) - Nguyễn Thắng
9. Gõ Cửa (Mạnh Quỳnh) - Tâm Đoan
10. Ngỡ Ngàng (Huỳnh Nhật Tân) - Tuấn Ngọc
11. Sài Gòn Đẹp Lắm - Tiffany Show
12. Tấu Hài - Vân Sơn, Bảo Liêm
13. Mơ Ước Kẻ Nghèo (Dương Huỳnh) - Trường Vũ
14. Co Moui Ne Kha (Nhạc Thái Lan) - China Dolls
15. Con Đường Mang Tên Em - Hoàng Lan
16. Bác sĩ Thẩm mỹ (Vicky Võ) - Quang Minh, Hồng Đào
17. Asian Girls (Minh Trí) - Minh Trí, Nguyễn Thắng
18. Ký sự: Người Việt Trên Đất Thái Lan

##### 2002

###### Vân Sơn 23
Vân Sơn 23 với chủ đề Vân Sơn in Thailand - Vượt biên giới được thu hình tại Thái Lan năm 2002 và phát hành tháng 11 năm 2002. Chương trình này không diễn trên sân khấu mà thu MTV. MC chương trình: Việt Thảo
1. Ôi Tình Yêu 2 (Nhạc Thái, Lời: Nhật Đăng Khoa) - Cát Tiên
2. Người Ra Đi (Nhạc nước ngoài) - Nguyễn Thắng
3. Hài kịch: Căn Bệnh Thời Đại (Vicky Võ) - Quang Minh, Hồng Đào, Vân Sơn, Bảo Liêm
4. Nói Dối (Nhạc Thái, Lời: Huỳnh Nhật Tân) - Tâm Đoan
5. Party (Nhạc nước ngoài) - Minh Trí
6. Chiều Về Trên Sông (Nhạc Thái, Lời: Huỳnh Nhật Tân) - Nhã Thanh
7. Quán Thái (Nhạc Thái, Lời: Huỳnh Nhật Tân) - Vân Sơn
8. Hài kịch: Hoạn Thư International (Vicky Võ) - Quang Minh, Hồng Đào
9. Nụ Hôn Lừa Dối (Huỳnh Nhật Tân) - Ngọc Thúy
10. Tiễn Em Theo Chồng (Nhạc Thái, Lời: Nhật Đăng Khoa) - Trường Vũ
11. Kén Vợ (Nhạc Thái, Lời: Huỳnh Nhật Tân) - Bảo Liêm
12. Behind the scenes

###### Vân Sơn 22
Vân Sơn 22 với chủ đề Vật đổi sao dời được thu hình năm 2002 và phát hành tháng 6 năm 2002. Đây là một bộ phim.
1. Vật Đổi Sao Dời (Đạo diễn: Charlie Nguyễn) - Vân Sơn, Thanh Trúc, Hồng Đào, Quang Minh, Bảo Liêm, Bé Mập, Anh Thư, Mạc Can, các diễn viên khác
2. Bonus: Hài kịch Tứ Hành Xung (Thế Ngữ, đạo diễn: Charlie Nguyễn) - Vân Sơn, Bảo Liêm, Quang Minh, Hồng Đào

###### Vân Sơn 21
Vân Sơn 21 với chủ đề Vân Sơn in Houston - Hoa hậu Việt Nam thế giới được thu hình tại Houston, Texas, Hoa Kỳ vào năm 2002 và phát hành tháng 4 năm 2002. MC chương trình: Việt Thảo. Chương trình có sự xuất hiện lần đầu tiên của Cát Tiên.
1. Rock Nụ cười (Huỳnh Nhật Tân) - Vân Sơn, Bảo Liêm, Việt Thảo, Quang Minh, Hồng Đào
2. Ôi Tình Yêu (Nhạc ngoại quốc - LV: Trần Minh Phi) - Cát Tiên
3. LK: Mẹ - Thanh Tuyền, Nhã Thanh
4. Chỉ Một Lần Yêu (Huỳnh Nhật Tân) - Ngọc Thúy
5. Tình khúc Đoạn Trường (Tú Nhi) - Trường Vũ
6. LK Nghèo (Bảo Vân) - Vân Sơn, Bảo Liêm, Trường Vũ
7. Một Lần Rồi Thôi (LV: Huỳnh Nhật Tân) - Nguyễn Thắng
8. Dạ Cổ Hoài Lang (Cao Văn Lầu) - Nhã Thanh
9. Em Cô Gái Việt Nam (Huỳnh Nhật Tân, Nguyễn Cư) - Vân Sơn, Bảo Liêm, Trường Vũ, Minh Trí, Quang Minh, Nguyễn Thắng
10. LK Thành phố Buồn - Chế Linh, Trường Vũ
11. Sugar Sugar (Nhạc ngoại quốc) - Minh Trí, Việt Thi
12. Vọng Cổ Hài - Văn Chung
13. Tình Đến (Vũ Anh Tuấn) - Trần Hải Mi
14. Ba Chớp Ba Nháng (Vicky Vũ) - Quang Minh, Hồng Đào, Minh Trí, Việt Thi
15. Sống Trong Phút Giây (LV: Tú Quyên) - Tú Quyên, Nguyễn Thắng

##### 2001

###### Vân Sơn 20
Vân Sơn 20 với chủ đề Vân Sơn in Việt Nam - Những nẻo đường miền Tây được thu hình tại miền Tây Nam Bộ của Việt Nam năm 2001 và phát hành năm 2001. Đây là chương trình không diễn trên sân khấu. MC chương trình: Việt Thảo. Cuốn cuối cùng có sự xuất hiện của nam ca sĩ Lương Tùng Quang.
1. Sao Vẫn Còn Yêu - Lương Tùng Quang
2. Tình Trong Cơn Mưa - Nguyễn Thắng
3. Cô Gái Sầu Riêng - Tâm Đoan
4. Điệu Hò Phu Thê - Bảo Liêm
5. Hài kịch: Tết Này Anh Trở Về - Quang Minh, Hồng Đào
6. Mong Em Còn Có Ngày Mai - Quốc Dũng
7. Kiên Giang Mình Đẹp Lắm - Vân Sơn
8. Vì Dấu Yêu Ngày Xưa - Lương Tùng Quang, Tâm Đoan
9. Tình Đắng Lý Khổ Qua - Nhã Thanh
10. Mẹ Tôi - Trường Vũ
11. Hài kịch: Mượn Vợ - Vân Sơn, Bảo Liêm, Quang Minh, Hồng Đào
12. Chỉ Có Em Yêu Anh - Ngọc Thúy
13. One Night In Sài Gòn - Minh Trí, Việt Thi
14. Behind The Scenes

###### Vân Sơn 19
Vân Sơn 19 với chủ đề Sân khấu & Nụ cười được thu hình và phát hành năm 2001. Bản DVD được phát hành vào tháng 4 năm 2009. MC chương trình: Việt Thảo. Cuốn đầu tiên có sự xuất hiện của nam ca sĩ Nguyễn Thắng.
1. Ca nhạc hài: Nồi Nào Vung Nấy - Vân Sơn, Bảo Liêm, Giáng Ngọc
2. Nhớ Nhau Trong Đời - Tâm Đoan
3. I Like Chopin - Nguyễn Thắng
4. Hài kịch: Tình Làng Nghĩa Xóm - Văn Chung, Hồng Nga
5. Nếu Đã Yêu - Lương Tùng Quang
6. Hài kịch: Adam & Eve - Quang Minh, Hồng Đào
7. Best Friend - Minh Trí, Việt Thi
8. Thà Giết Người Yêu - Trường Vũ
9. Kịch câm: Hớt Tóc - Trần Tường Nguyên, Hoàng Nghĩa
10. Tâm Sự Người Yêu - Hoàng Lan
11. Phố Thị Ngày Buồn - Trần Hải Mi
12. Hài kịch: Đi Chùa - Xuân Phát, Trang Thanh Lan
13. Đêm Với Mình - Quốc Dũng
14. Tấu hài - Vân Sơn, Bảo Liêm
15. Chôn Vùi Tâm Sự - Trường Vũ, Tâm Đoan
16. Can't Take My Eyes Off You - Lương Tùng Quang, Minh Trí, Nguyễn Thắng
17. Ca hài kịch: Thằng Bờm - Vân Sơn, Bảo Liêm, Quang Minh, Văn Chung, Hồng Đào, Xuân Phát, Bích Tuyền

##### 2000

###### Vân Sơn 18
Vân Sơn 18 với chủ đề Sân khấu & Nụ cười được thu hình và phát hành năm 2000. Bản DVD được phát hành vào tháng 2 năm 2009. MC chương trình: Việt Thảo
1. Của Nặng Hơn Người - Vân Sơn
2. Đêm Giao Thừa (tiểu phẩm) - Tâm Đoan, Kiều Linh, Ngọc Lâm
3. Tình Yêu Đàu Tiên - Lương Tùng Quang
4. Hai Chàng Câu Cá - Trần Tường Nguyên
5. Xa Người Mình Yêu - Trường Vũ
6. Đàn Ông Hấp Rượu - Quang Minh, Hồng Đào
7. Khúc Nhạc Dưới Trăng - Lương Tùng Quang, Tâm Đoan
8. Nàng Yêu Hoa Tím - Quốc Dũng
9. Chuyện Chú Sồi - Xuân Phát
10. Bóng Biển - Trần Hải Mi
11. Người Đến Từ Triều Châu - Khánh Hoàng
12. Cô Tấm Ngày Nay - Vân Sơn, Bảo Liêm, Giáng Ngọc, Ngọc Diễm
13. Saying Goodbye - Minh Trí
14. Ngày Buồn - Trường Vũ, Tâm Đoan
15. Chinky Eyes - Việt Thi
16. Hoa Mộc Lan - Vân Sơn, Bảo Liêm, Văn Chung, Quang Minh, Mỹ Trinh, Hồng Đào, Giáng Ngọc, Ngọc Diễm

###### Vân Sơn 17
Vân Sơn 17 với chủ đề Nụ cười và Âm nhạc được thu hình và phát hành năm 2000. Bản DVD được phát hành vào tháng 4 năm 2009. 
1. Những Nụ Cười (Khánh Băng) - Vân Sơn
2. Lối Thu Xưa (Quốc Dũng) - Tâm Đoan
3. Cuộc Tình Dối Gian  - Lương Tùng Quang
4. Điều Ước (Charlie, Vân Sơn) - Văn Chung, Ngọc Nuôi
5. Nhớ Người Tình Phụ (Tô Thanh Tùng) - Mạnh Quỳnh
6. Câu Chuyện Cổ Tích (Vicky Võ) - Quang Minh, Hồng Đào
7. Love (LV: Minh Trí) - Lương Tùng Quang, Minh Trí, Việt Thi
8. Bạc Tình (Nhật Đăng Khoa) - Khánh Hoàng
9. Mục Tiêu (Charlie, Vân Sơn) - Vân Sơn, Mỹ Trinh
10. Trái Cấm (Trịnh Nam Sơn) - Trần Hải Mi
11. Xa Rồi Hạnh Phúc Gian Nan (Đinh Trầm Ca, Tiến Luân) - Ngọc Hồ
12. Trùm Sò Mắc Nạn (Lâm Hoài Thạch) - Văn Chung, Chí Tài, Bé Mập, Linh Tuấn, Giáng Ngọc
13. Mộng Uyên Ương Hồ Điệp - Trần Tường Nguyên, Luân Vũ
14. Tình Tôi Nỗi Buồn (Hàn Sinh) - Trường Vũ
15. Điên (Nguyễn Dương) - Nguyễn Dương, Thu Tuyết
16. Vì Trong Nghịch Cảnh (Hoài Nam) - Tâm Đoan, Mạnh Quỳnh
17. Trúng Mánh (Phạm Minh Hùng) - Vân Sơn, Bảo Liêm, Chí Tài

###### Vân Sơn 16
Vân Sơn 16 với chủ đề Nụ cười và Âm nhạc được thu hình và phát hành năm 2000. Bản DVD được phát hành vào tháng 4 năm 2009. MC chương trình: Việt Thảo
1. Super Heroes (Minh Trí, Việt Thi) - Minh Trí, Việt Thi
2. Gọi Gấp (Vân Sơn, Charlie Nguyễn) - Vân Sơn, Bảo Liêm
3. Ánh Trăng Lẻ Loi (LV: Kỳ Anh) - Tâm Đoan
4. Ông Sui Bà Sui (Hồng Phúc) - Hồng Đào, Quang Kiệt, Mỹ Trinh, Khả Tú, Quốc Tuấn
5. Hạnh Phúc Một Mùa Xuân (Tôn Thất Tùng, Lương Tùng Quang) - Lương Tùng Quang
6. Ngày Valentine (Thanh Trúc) - Quang Minh, Hồng Đào, Việt Thi, Bảo Hiền
7. Giựt Le (Vân Sơn, Charlie Nguyễn) - Vân Sơn, Justine Thảo Lê, Dominic Pereira, Quang Vũ
8. Bài Ca Xuân (Quốc Dũng) - Khánh Hoàng
9. Sexual (Nhạc Ngọai) - Cát Ly
10. Tiền Là Gì (Thanh Trúc) - Vân Sơn, Bảo Liêm
11. Lý Gái Hư (Dân ca) - Hoài Linh
12. Đắc Kỷ Ho Gà (Xuân Phát) - Vân Sơn, Văn Chung, Chí Tài, Phượng Mai, Bé Mập, Linh Tuấn

###### Vân Sơn 15
Vân Sơn 15 với chủ đề Sân khấu & Nụ cười - Thế kỷ hài được thu hình và phát hành năm 2000. Bản DVD được phát hành vào tháng 4 năm 2009. MC chương trình: Việt Thảo
1. Hội Ca Cầm - Vân Sơn
2. Tiếng Còi Trong Sương Đêm (You This)  - Tâm Đoan
3. Khúc Hát Đào Hương - Trần Tường Nguyên, Javee Hiệp Mai
4. Tình Như Giấc Mơ Hoang - Ngọc Thúy
5. Lên Chùa Cầu Duyên - Nguyễn Dương, Thu Tuyết
6. Nó Và Tôi - Khánh Hoàng
7. Ban Tam Ca - Vân Sơn, Bảo Liêm, Chí Tài
8. Venus - Cát Ly
9. Bá Nha, Tử Kỳ - Chí Tâm, Linh Tuấn
10. Tận Thế - Lương Tùng Quang
11. Xe Hơi Thế Kỷ - Vân Sơn, Bảo Liêm
12. Nụ cười Chua Cay - Trường Vũ
13. Giấc Mơ Nghệ sĩ - Quang Minh, Hồng Đào, Bé Mập, Ngọc Lâm
14. Girl Of The New Millennium - Minh Trí, Việt Thi
15. Chiếc Áo Mới - Văn Chung, Túy Hồng, Ngọc Phu, Chí Tâm, La Thoại Tân, Hương Huyền, Mỹ Huyền

#### Thập niên 1990

##### 1999

###### Vân Sơn 14
Vân Sơn 14 với chủ đề Sân khấu & Nụ cười được thu hình và phát hành năm 1999. Bản DVD được phát hành vào tháng 4 năm 2009. MC chương trình: Việt Thảo
1. Nhạc kịch: Sơn Tinh Thủy Tinh (Bảo Liêm) - Vân Sơn, Bảo Liêm, Văn Chung, Linh Tuấn
2. Cuộc Tình Cay Đắng (LV: Nguyễn Ngọc Thiện) - Lương Tùng Quang
3. Mưa Phi Trường (Việt Anh) - Ngọc Thúy
4. Hài kịch: Nghĩa Vợ Tình Chồng - Nguyễn Dương, Thu Tuyết, Bé Mập
5. Chiếc Cầu Chiều Mưa (Hoàng Phương) - Ngọc Hồ
6. Hài kịch: Lột Xác (Trần Anh Việt) - Quang Minh, Hồng Đào, Vân Sơn, Giáng Ngọc, Thúy Ái, Minh Trí
7. Đàn Và Dây (Vũ Đức Sao Biển) - Tâm Đoan
8. Phố Nhỏ Tình Người (Trầm Tử Thiêng) - Khánh Hoàng
9. Hài kịch: Đêm Sinh Nhật (Charlie Nguyễn) - Vân Sơn, Hồng Đào, Quang Kiệt
10. Một Ngày Tôi Đi Qua (Mai Châu) - Trường Vũ
11. Xin Đừng Nói Lời Chia Tay (LV: Giáng Ngọc) - Cát Ly
12. Hài kịch: Chén Xôi Xui Xẻo (Trần Anh Việt) - Quang Minh, Hồng Đào, Vân Sơn, Giáng Ngọc, Văn Chung, Linh Tuấn, Bảo Hiền

###### Vân Sơn 13
Vân Sơn 13 với chủ đề Vân Sơn in Atlantic City - Sân khấu & Nụ cười được thu hình tại Thành phố Atlantic, New Jersey, Hoa Kỳ và phát hành năm 1999. MC chương trình: Việt Thảo
1. Ngày Vui Đã Đến (LV: Lương Tùng Quang) - Lương Tùng Quang
2. Tìm Lại Cành Ngọc Lan (Huỳnh Nhật Tân) - Ngọc Hồ
3. Đừng Chạy Trốn Tình Yêu (LV: Huỳnh Nhật Tân) - Ngọc Thúy
4. Tây Du Ký - Nguyễn Dương, Thu Tuyết, Bé Mập
5. Move Your Body - Cát Ly
6. One Man Woman - Trần Tường Nguyên
7. Chuyện Đời Ca Sĩ (Song Ngọc) - Mạnh Quỳnh
8. Đời Không Như Là Mơ (Trầm Tử Thiêng) - Phi Nhung
9. Chàng Ma Lanh - Văn Chung, Linh Tuấn, Đoan Thi
10. Anh Có Nghe Mưa Rơi (Huỳnh Nhật Tân) - Tâm Đoan
11. Bằng Lòng Đi Em (Giao Tiên, Cô Phượng) - Vân Sơn, Phi Nhung
12. Chuyện Hàng Xóm - Trường Vũ
13. Hát Cho Tình Yêu - Tú Quyên
14. Than Thở Với Lục Bình (Hàn Châu) - Hoài Linh
15. Ngày Gặp Mặt - Vân Sơn, Quang Minh, Hồng Đào
16. Đêm Lễ hội Mùa Hè (LV: Huỳnh Nhật Tan) - Hợp ca

###### Vân Sơn 12
Vân Sơn 12 với chủ đề Nụ cười và Âm nhạc được thu hình và phát hành năm 1999. MC chương trình: Việt Thảo
1. Mối Duyên quê - Vân Sơn, Giáng Ngọc
2. Đếm Giọt Sầu Rơi - Tâm Đoan
3. Hãy Nói Anh Là Của Em - Ngọc Thúy
4. Một Góc Cuộc Đời - Quang Minh, Hồng Đào
5. Giọt Lệ Trong Đêm - Ngọc Hồ
6. Thoại Khanh Châu Tuấn - Linh Tuấn, Thanh Huyền
7. The Tide Is High - Lilian
8. Chuyện Sui Gia - Vân Sơn, Bảo Liêm
9. Gót Hồng - Lương Tùng Quang
10. Đền Em Chiều Qua - Thúy Vi
11. Làm Ăn - Nguyễn Dương, Thu Tuyết
12. Wake Me Up - Cát Ly
13. Lý Nói Láo - Hoài Linh
14. Xin Mưa Ngừng Rơi - Tú Quyên
15. Lột Mặt Nạ - Vân Sơn, Bảo Liêm, Quang Minh, Hồng Đào, Uyên Chi, Giáng Ngọc

###### Vân Sơn 11
Vân Sơn 11 với chủ đề Nụ cười và Âm nhạc được thu hình và phát hành năm 1999. MC chương trình: Việt Thảo
1. Tết - Vân Sơn, Ngọc Nuôi, Trung Tín, Thu Hương
2. Mùa Thu Có Nhớ - Tâm Đoan
3. Năm Ngón Tay - Hoài Linh
4. Nhịp Cầu Tri Âm - Quang Minh, Hồng Đào, Vân Sơn, Giáng Ngọc
5. Tình Nhỏ Mau Quên - Khánh Hoàng
6. Dương Quý Phi Thời Đại - Vân Sơn, Hoài Linh, Linh Tuấn, Bé Mập, Quang Minh, Charlie
7. Tống Hổ Nghinh Mẹo - Quang Minh, Hồng Đào
8. Cuộc Tình Đánh Mất - Lương Tùng Quang
9. Cô Thắm Đi Chùa - Vân Sơn, Giáng Ngọc
10. Em - Ngọc Hồ
11. Ghen - Nguyễn Dương, Thu Tuyết
12. Mr.Postman - Cát Ly
13. Táo Quân - Vân Sơn, Hoài Linh, Quang Minh, Hồng Đào, Bé Mập, Nghĩa Sứa

##### 1998

###### Vân Sơn 10
Vân Sơn 10 với chủ đề Sân khấu & Nụ cười được thu hình và phát hành năm 1998 tại thành phố Long Beach, tiểu bang California, Hoa Kỳ. MC chương trình: Việt Thảo. Cuốn đầu tiên có sự xuất hiện của nam ca sĩ Lương Tùng Quang.
1. Xin Em Một Nụ cười (Song Ngọc) - Vân Sơn
2. Em Còn Bé Lắm Anh Ơi (Quốc Anh) - Tâm Đoan
3. Trót Dại (Tuấn Hải, Lê Kim Khánh) - Tuấn Vũ
4. Ngày Xuân Vui Cưới (Quốc Anh) - Hoài Linh
5. Cry (LV: Lương Tùng Quang) - Lương Tùng Quang
6. I Who Have Nothing - Trần Tường Nguyên, Đinh Anh Vũ, Chiêu Phương
7. Hài kịch: Con Gái Bây Giờ - Quang Minh, Hồng Đào
8. Chiều Xuân (Ngọc Châu) - Ngọc Thúy
9. Một Giấc Mơ Buồn (Ngọc Sơn) - Khánh Hoàng
10. Xiếc - Cao Thắng
11. We Got The Beat (Charlotte Caffey) - Cát Ly
12. Hài kịch: Cuộc Phỏng vấn - Văn Chung, Linh Tuấn
13. Túy Ca (nhạc: Châu Kỳ, thơ: Trương Minh Dũng) - Trường Vũ
14. Tâm Sự Đời Tôi (Thanh Hằng) - Phi Nhung
15. Xiếc hài hước - Ngọc Minh
16. Rồi Mai Em Đi - Hạ Vy
17. Hài kịch: Lên Hương - Nguyễn Dương, Thu Tuyết
18. Tình Mãi Bên Anh - Tú Quyên
19. Đàn Sáo Hậu Giang (Trần Long Ẩn) - Hương Lan
20. Hài kịch: Hoa hậu châu Á - Vân Sơn, Hoài Linh

###### Vân Sơn 9
Vân Sơn 9 với chủ đề Nụ cười và Âm nhạc được thu hình và phát hành năm 1998. MC chương trình: Việt Thảo. Cuốn đầu tiên có sự xuất hiện của nữ ca sĩ Tú Quyên.
1. Soi Gương (Quế Sơn) - Vân Sơn
2. Người Đã Quên (Hàn Châu) - Tâm Đoan
3. Lời Phụ Tình Mùa Thu (Huỳnh Nhật Tân) - Khánh Hoàng
4. Ngây Thơ (Ngọc Châu) - Tú Quyên
5. Thư Cho Mẹ (Quốc Anh) - Hoài Linh
6. Mẹ Tha Hương (Văn Đắc Nguyên) - Vân Sơn
7. Kill Me Softly With His Song - Tuấn Linh
8. Hạnh Phúc Quanh Đây (Tô Thanh Tùng) - Phi Nhung
9. Lô Độc Đắc (Hoàng Việt) - Quang Minh, Hồng Đào
10. Dòng Đời (Thu Việt) - Hương Lan
11. Tình Yêu Ngọn Nến - Ngọc Thúy
12. Có lẽ (Kim Khánh) - Ngọc Hồ
13. You Won't Forget Me - Cát Ly
14. Homeless (Nguyễn Dương) - Nguyễn Dương, Thu Tuyết
15. Thương Mối Tình Đầu (Giao Tiên) - Hạ Vy
16. Cỏ Tương Tư (Việt Dzũng) - Đức Phương
17. Tình Già 2 (Hoàng Việt) - Vân Sơn, Hoài Linh

###### Vân Sơn 8
Vân Sơn 8 với chủ đề Sân khấu & Nụ cười - Australia được thu hình tại Melbourne, Úc và phát hành năm 1998. MC chương trình: Việt Thảo
1. Nước Mắt Anh Hề (Huỳnh Nhật Tân) - Vân Sơn
2. Chuyến Tàu Hoàng Hôn (Minh Kỳ, Hoài Linh) - Tâm Đoan
3. Trình diễn thời trang 29 thí sinh trong trang phục áo dài màu trắng
4. Di Truyền (Ngô Tấn Triển) - Út Mập, Bé Mập
5. Hát Nữa Đi Em (Phố Thu) - Khánh Hoàng
6. Ngựa Ô Trung - Hoài Linh
7. Trình diễn thời trang 29 thí sinh trong trang phục đầm dạ hội
8. Chuyện Vợ Chuyện Chồng (Ngô Tấn Triển) - Quang Minh, Hồng Đào
9. Tình Bạc (Ngọc Sơn) - Ngọc Hồ
10. Mickey - Cát Ly
11. Ảo Thuật Quốc tế (Andy) - Nguyễn Dương, Thu Tuyết, Bé Mập
12. Cho Em Mãi Được Yêu Anh (LV: Khúc Lan) - Ngọc Thúy
13. Thi Áo dài tự chọn - Áo dài Việt Nam (Huỳnh Nhật Tân) - Vân Sơn, Hoài Linh, Khánh Hoàng, Nguyễn Dương, Đức Phương
14. Cũng Đành Lãng Quên (Nguyễn Đức Trung, Việt Dzũng) - Đức Phương
15. Cô Gái Kiêu Sa (LV: Giáng Ngọc) - Ngọc Thúy, Yến Mai, Cát Ly
16. Tâm Sự Người Thương Binh (Tú Nhi) - Trường Vũ
17. Hoa hậu Ba Miền (Ngô Tấn Triển) - Vân Sơn, Hoài Linh
18. Vòng chung kết – Thi Vấn đáp – Công bố thí sinh đạt giải Hoa Hậu Australia

###### Vân Sơn 7
Vân Sơn 7 với chủ đề Nụ cười và Âm nhạc được thu hình và phát hành năm 1998. MC chương trình: Việt Thảo. Lần đầu tiên có sự góp mặt của Tâm Đoan.
1. Nguyễn Dương và Vân Sơn: ai sẽ là MC chính ?
2. Vợ Chồng Mộng Mơ (Đinh Trầm Ca) - Vân Sơn, Phi Nhung
3. Tấm Ảnh Không Hồn (Lê Dinh) - Tâm Đoan
4. Hậu Ăn Khế Trả Vàng (Lê Sam) - Út Mập, Bé Mập, Thu Tuyết, Lê Tín
5. Tình Yêu Đơn Phương (Song Ngọc) - Ngọc Hồ
6. Xe Đạp Ơi (Ngọc Lễ) - Giáng Ngọc, Yến Mai
7. Mưa Chiều Phố Nhỏ (Huỳnh Nhật Tân) - Khánh Hoàng
8. Con Riêng (Ngô Tấn Triển) - Hoài Linh, Hồng Đào, Quang Minh, Giáng Ngọc
9. House Of Silence - Tommy Ngô
10. Giọt Nước Mắt Vắng Anh (LV: Huỳnh Nhật Tân) - Ngọc Thúy
11. Trách Nhiệm (Andy) - Nguyễn Dương, Thu Tuyết, Bé Mập
12. Tình Bạn (Hoài Linh) - Hoài Linh
13. Việt Kiều Hồi Hộp (Ngô Tấn Triển, Yến Lan) - Linh Tuấn, Thanh Huyền
14. Một Thời Xót Xa (Huỳnh Nhật Tân) - Đức Phương
15. Người Đã Phai Lòng (Ngọc Sơn) - Hương Lan
16. Căn Bệnh Trầm Kha (Ngô Tấn Triển) - Vân Sơn, Hoài Linh, Yến Mai

##### 1997

###### Vân Sơn 6
Vân Sơn 6 với chủ đề Nụ cười và Âm nhạc được thu hình và phát hành năm 1997. MC chương trình: Việt Thảo
1. Nhất Nghệ Tinh (Huỳnh Nhật Tân) - Vân Sơn, Hồng Đào, Thanh Trúc, Việt Thi
2. Và Em Còn Mãi Cô Đơn (Huỳnh Nhật Tân) - Ngọc Thúy
3. Hài kịch: Hậu Sinh Khả Ố - Văn Chung, Út Mập, Bé Mập
4. Lý Phụ Tình (Quốc Anh) - Hoài Linh
5. Don't Speak - Ngọc Bích
6. Hài kịch: Lỡ Thời (Charlie Nguyễn) - Hồng Đào, Quang Minh, Hoài Linh, Huyền Nhiệm
7. Điệu Buồn Phương Nam (Vũ Đức Sao Biển) - Hương Lan
8. Một Thuở Đam Mê (Thanh Sơn) - Khánh Hoàng
9. Hài kịch: Tình Già (Andy) - Vân Sơn, Hoài Linh
10. Ừ Thôi Em Đi (Huỳnh Nhật Tân) - Đức Phương
11. Chuyện Tình Hoa Ngọc Lan (Huỳnh Nhật Tân) - Ngọc Hồ
12. Hài kịch: Hắc Bạch Công Tử (Ngô Tấn Triển) - Vân Sơn, Hoài Linh, Hồng Đào, Bé Mập, Út Mập

###### Vân Sơn 5
Vân Sơn 5 với chủ đề Nụ cười và Âm nhạc được thu hình và phát hành năm 1997. MC chương trình: Việt Thảo
1. Nàng Karaoke - Vân Sơn, Hồng Đào, Út Mập, Ngô Tấn Triển
2. Xuân Tha Phương - Hương Lan
3. MC Việt Thảo pha trò “Lý miệt vườn”
4. Lý Bán Quán - Hoài Linh
5. Hài kịch: Cha Con - Út Mập, Bé Mập
6. Trai Tài Gái Sắc - Vân Sơn, Giáng Ngọc
7. Hài kịch: Cá - Vân Sơn, Hoài Linh, Yến Mai, Thúy Hương
8. Lạy Anh Em Đi Lấy Chồng - Lưu Mỹ Linh, Vân Sơn, Hoài Linh, Út Mập, Bé Mập
9. Duyên Thắm Tình Xuân - Linh Tuấn, Thanh Huyền
10. Tai Nạn Radio - Vân Sơn, Hoài Linh, Thiên Bảo
11. Xin Đừng Hái Hoa - Phi Nhung, Khánh Hoàng, Việt Thi
12. Táo Quân - Hồng Đào, Vân Sơn, Hoài Linh, Út Mập, Bé Mập

##### 1996

###### Vân Sơn 4
Vân Sơn 4 với chủ đề Nụ cười và Âm nhạc được thu hình và phát hành năm 1996. MC chương trình: Việt Thảo
1. Con Gái (Ngọc Lễ) - Vân Sơn, Thanh Trúc, Việt Thi, Minh Trí
2. Die In Your Arm - Tommy Ngô, Lynda Trang Đài
3. Giờ Tí Canh Ba (Song Ngọc) - Hương Lan, Vân Sơn
4. Trách Thân 2 (Hoài Linh) - Hoài Linh
5. Because You Love Me (LV: Giáng Ngọc) - Ngọc Bích
6. Let Do Samba (LV: Giáng Ngọc) - Thúy Vi, Ngọc Anh, Giáng Ngọc, Yến Mai, Hoài Linh, Út Mập, Bé Mập & Vân Sơn
7. Giận Hờn (Ngọc Sơn) - Đức Phương
8. Tiền Nào Của Đó (Ngô Tấn Triển) - Vân Sơn, Hoài Linh
9. Tảo Hôn (Ngô Tấn Triển) - Lynda Trang Đài, Thiên Bảo
10. Phải Duyên Hay Nợ (Lê Minh, Trúc Quỳnh) - Vân Sơn, Yến Mai
11. Làm Quen (Ngọc Sơn) - Linh Tuấn, Thanh Huyền
12. Tai Nạn Tivi (Ngô Tấn Triển) - Vân Sơn, Hoài Linh
13. Về Quê Ngoại 2 (Hàn Châu) - Hương Lan
14. Ba Giai Tú Xuất - Vân Sơn, Hoài Linh, Út Mập, Bé Mập, Giáng Ngọc

###### Vân Sơn 3
Vân Sơn 3 với chủ đề Nụ cười và Âm nhạc được thu hình và phát hành năm 1996. MC chương trình: Việt Thảo
1. Tình Bạn Bốn Phương - Thanh Trúc, Việt Thi, Bé Mập & Vân Sơn
2. Thoáng Đam Mê - Ngọc Anh & Johnny Dũng
3. Tiếng Hò Sông Xanh - Mỹ Huyền & Vân Sơn
4. Xa Anh Kỷ Niệm - Lilian & Michael Long
5. Ăn Mày - Thiện Bảo & Vân Sơn
6. Ngẫu Hứng Lý Chim Quyên - Hương Lan, Thiện Bảo, Crystal Ngô, Jeannie Ngô
7. Song Tấu Chơi Chữ - Hoài Linh & Vân Sơn
8. Hoàng Phi Hùng - Diễm Châu, Matt Nguyễn, Anh Hùng, Cinema Pictures & Vân Sơn
9. Because I Love You - Công Thành & Lynn
10. Trách Thân - Hoài Linh, Út Mập, Đào Nguyễn
11. Khêu gợi - Diễm Chi & Vân Sơn
12. Người Tình Mùa Đông - Anh Tân & Dance
13. Ông Ninh Ông Nang - Hồng Đào, Hoài Linh, Bé Mập & Vân Sơn

##### 1995

###### Vân Sơn 2
Vân Sơn 2 với chủ đề Đại chiến ma nữ đa tình được thu hình và phát hành năm 1995. 
1. Hai Chàng Cua Gái - Thanh Trúc, Mạnh Koan (Bé Mập), Vân Sơn
2. Chuyện Một Giấc Mơ - Thu Hiền, Giáng Ngọc, Vân Sơn
3. Hối Lộ - Thanh Trúc, Nguyễn Hiệp, Vân Sơn
4. Italian Mambo - Thúy Vi, Zaza Minh Thảo, Ngọc Anh, Giáng Ngọc, Vân Sơn
5. Cọp Dê - Richard, Khánh Bùi, Kim Thụy, Vân Sơn
6. Đại Chiến Ma Nữ Đa Tình - Thúy Vi, Zaza Minh Thảo, Ngọc Anh, Giáng Ngọc, Vân Sơn

##### 1994

###### Vân Sơn 1
Vân Sơn 1 với chủ đề Tiếng cười Cali được thu hình tại California, Hoa Kỳ và phát hành năm 1994. Đây là cuốn đầu tiên trong loạt video series của Vân Sơn. 
1. Kiss Me - Ngọc Anh, Vân Sơn, Bảo Liêm
2. Hai Giấc Mơ - Diễm Lệ, Phương Nga, Vân Sơn, Bảo Liêm
3. Khúc Hát Quê Hương - Mỹ Huyền, Bảo Liêm
4. Tắm Biển - Vân Sơn, Bảo Liêm
5. Lọ Nước Thần - Christin Trần, Vân Sơn
6. Song Tấu Hài Hước - Vân Sơn, Bảo Liêm
7. Hậu trường sân khấu

## CD
- Triệu Minh - Em Không Tin (2015)
- Trường Vũ - Đêm Tâm Sự (2012)
- Hoàng Thục Linh - Nếu Muốn Rời Xa (2012)
- Hoàng Thục Linh - Thiên Thần Trong Truyện Tranh (2011)
- Mưa Chiều Miền Trung (2010)
- Tâm Đoan - Những Chuyện Tình Bất Tử (2009)
- Trường Vũ - Trần Thiện Thanh 2 (2009)
- Cánh Sen Kỷ Niệm (2009)
- Linhda Chou - Secret (2008)
- Nguyên Khang - Love (VSCD 173, 2008)
- Người Tình Mùa Đông (2008)
- Chế Linh & Thanh Tuyền - The Best of Chế Linh & Thanh Tuyền (VSCD 166, 2007)
- Hạ Vy - Từ Khi Vắng Anh (VSCD 165, 2007)
- Trường Vũ - Ly Rượu Đắng Cay (VSCD 170, 2007)
- Hẹn Hò (VSCD 163, 2007)
- Lấy Chồng Xứ Lạ (VSCD 169, 2007)
- Liên Khúc Tuyệt Phẩm (VSCD 172, 2007)
- Tình Mãi Bên Nhau (VSCD 168, 2007)
- Andy Quách - K.O. (2006)
- Nhã Thanh - Gió Bấc (VSCD 153, 2006)
- Trường Vũ - Hạnh Phúc Thương Đau, Một Thuở Đam Mê (VSCD 144, 2006)
- Quê Hương Vùng Trời Kỷ Niệm (VSCD 158, 2006)
- Quên Đi Anh (VSCD 159, 2006)
- Thời Anh Hùng Thượng Hải (VSCD 157, 2006)
- Nguyên Khang & Diễm Liên - Phút Ban Đầu (VSCD 149, 2005)
- Nguyễn Thắng - Ước Chỉ Có Em (VSCD 151, 2005)
- Tâm Đoan - Những Chuyện Tình Dang Dở (VSCD 145, 2005)
- Trường Vũ & Nhã Thanh - Xót Xa Tình Đời, Mộng Tha Hương (VSCD 136, 2005)
- Hận Đồ Bàn (2005)
- Hoàng Lan, Tâm Đoan, Nhã Thanh - Chuyến Đò Không Em (VSCD 137, 2004)
- Nguyễn Thắng - Nhớ Kỷ Niệm Vụt Bay (VSCD 135, 2004)
- Trường Vũ, Tâm Đoan, Nhã Thanh - Chim Sáo Xa Rồi (VSCD 134, 2004)
- Tuấn Ngọc & Chế Linh - Bạc Tình, Cứ Tưởng Còn Trong Tay (VSCD 138, 2004)
- Cát Tiên - Without You Tonight (VSCD 126, 2003)
- Lương Tùng Quang & Tâm Đoan - Không Còn Ai Nói Dối (VSCD 123, 2003)
- Nguyễn Thắng - Mãi Không Trở Về (VSCD 128, 2003)
- Nhã Thanh - Về Trên Sông Cửu Long (VSCD 129, 2003)
- Tâm Đoan - Đếm Giọt Sầu Rơi (2003)
- Tâm Đoan - Chuyện Tình Dĩ Vãng (VSCD 120, 2003)
- Tâm Đoan - Gõ Cửa, Gió Sang Mùa (VSCD 132, 2003)
- Trường Vũ - Ước Mơ Kẻ Nghèo, Tiễn Em Theo Chồng (VSCD 127, 2003)
- Trường Vũ & Chế Linh - Mưa Bay Trong Đời (VSCD 130, 2003)
- Người Ra Đi, Ôi Tình Yêu 2 (VSCD 122, 2003)
- Cát Tiên - Ôi Tình Yêu (VSCD 114, 2002)
- Cát Tiên - Tình Còn Mãi Buồn (VSCD 118, 2002)
- Lương Tùng Quang & Tú Quyên - The Best of Lương Tùng Quang & Tú Quyên (VSCD 116, 2002)
- Nguyễn Thắng - Tình Trong Cơn Mưa (VSCD 110, 2002)
- Nguyễn Thắng - Kiss Goodbye, Vết Thương Tình Yêu (VSCD 119, 2002)
- Nguyễn Thắng - Tình Đã Nhạt Mờ (VSCD 131, 2002)
- Nhã Thanh - Tình Đắng Lý Khổ Qua (VSCD 111, 2002)
- Trường Vũ - Noel Đặc Biệt: Tình Người Ngoại Đạo (VSCD 133, 2002)
- Tình Khúc Đoạn Trường (VSCD 112, 2002)
- Mạnh Quỳnh & Tâm Đoan - Mực Tím Mồng Tơi (2001)
- Mạnh Quỳnh & Tâm Đoan - Vì Trong Nghịch Cảnh (VSCD 107, 2001)
- Tâm Đoan - Chồng Xa (VSCD 108, 2001)
- Tâm Đoan - Anh Có Nghe Mưa Rơi (2001)
- Trần Hải Mi - Bông Biển (VSCD 102, 2001)
- Hạ Vy, Phi Nhung, Tâm Đoan - Ánh Trăng Lẻ Loi (2000)
- Lương Tùng Quang - Những Cuộc Tình (2000)
- Tâm Đoan, Khánh Hoàng, Ngọc Hồ - Đàn Và Dây (2000)
- Tâm Đoan & Trường Vũ - The Best of Tâm Đoan & Trường Vũ (2000)
- Liveshow 6 - Ba Chàng Độc Thân (2000)
- Love (2000)
- Vân Sơn Nhạc Chọn Lọc 6 (2000)
- Hoài Linh - Hài Đặc Biệt (1999)
- Khánh Hoàng - Hát Nữa Đi Em (1999)
- Ngọc Hồ - Giọt Lệ Trong Đêm (1999)
- Ngọc Hồ - Tìm Lại Cành Ngọc Lan (1999)
- Tâm Đoan & Ngọc Hồ - Nỗi Buồn Hoa Phượng (1999)
- Vân Sơn Nhạc Chọn Lọc 1 (1999)
- Vân Sơn Nhạc Chọn Lọc 2 (1999)
- Vân Sơn Nhạc Chọn Lọc 3 (1999)
- Vân Sơn Nhạc Chọn Lọc 4 (1999)
- Vân Sơn Nhạc Chọn Lọc 5 (1999)
- Giáng Ngọc & Yến Mai - Kỷ Niệm Tình Thơ (1998, đại diện phát hành)
- Andy Quách - Showtime (VSCD 164)
- Cát Tiên - Ooh La La (VSCD 167)
- Giáng Ngọc - Nỗi Sầu
- Hương Lan, Hoài Linh, Vân Sơn - Điệu Buồn Phương Nam
- Lê Nguyên & Lê Nhựt Minh - Nếu Điều Đó Xảy Ra
- Lệ Chi - Tâm Sự Với Anh
- Linda Chou - Eternal Love
- Lương Tùng Quang - Collection Đặc Biệt
- Lương Tùng Quang - Cry
- Lương Tùng Quang - Nếu Đã Yêu (VSCD 106)
- Minh Trí & Việt Thi - Saying Goodbye
- Ngọc Hồ - Chuyện Tình Hoa Ngọc Lan
- Ngọc Thúy - Cho Em Được Mãi Yêu Anh (đại diện phát hành)
- Ngọc Thúy - Ta Chẳng Còn Ai (đại diện phát hành)
- Ngọc Thúy - Thời Gian Rồi Sẽ Qua (đại diện phát hành)
- Ngọc Thúy - Và Em Còn Mãi Cô Đơn (đại diện phát hành)
- Ngọc Thúy & Anh Tú - Mong Manh Mối Tình Đầu (đại diện phát hành)
- Nguyễn Hồng Nhung - Dĩ Vãng Cuộc Tình (VSCD 161)
- Nguyễn Hồng Nhung - Sắc Màu (VSCD 171)
- Nguyễn Thắng - Quên Một Lời Thế (VSCD 160)
- Nhã Thanh - Ru Lại Câu Hò (VSCD 117)
- Quang Minh & Hồng Đào - 3600 Giây Cười
- Quang Minh & Hồng Đào - 45 Phút Vui Tươi
- Quang Minh & Hồng Đào - 60 Phút Tươi Vui
- Quang Minh & Hồng Đào - Mr & Mrs Funny
- Quốc Dũng - Nàng Yêu Hoa Tím (VSCD 103)
- Tâm Đoan - Lối Thu Xưa
- Tâm Đoan - Chuyến Tàu Hoàng Hôn
- Tâm Đoan - Em Còn Bé Lắm Anh Ơi
- Tâm Đoan - Mùa Thu Có Nhớ
- Tâm Đoan - Tiếng Còi Trong Sương Đêm
- Tâm Đoan & Quốc Dũng - Tình Trong Mưa (VSCD 109)
- Tâm Đoan & Ngọc Hồ - Nỗi Buồn Hoa Phượng
- Trường Vũ - Những Tình Khúc Trần Thiện Thanh (VSCD 157)
- Trường Vũ & Tâm Đoan - Thà Giết Người Yêu (VSCD 104)
- Trường Vũ & Tâm Đoan - Ngày Buồn (VSCD 101)
- Vân Sơn & Bảo Liêm - Du Xuân
- Vân Sơn & Bảo Liêm - Tiếng Hát Chim Le Le
- Vân Sơn & Hoài Linh - Chúc Xuân
- Vân Sơn & Hoài Linh - Nhạc Hài Hước Collection 1
- Vpop - Tình Yêu Muộn Màng
- Vpop - Xin Em Đừng Nói
- Vy - This Is Me, My Story
- Bối Rối Trong Tình Yêu
- Hờn Dỗi
- Liveshow
- Liveshow 3
- Liveshow 4
- Liveshow 5
- Liveshow 8
- Liveshow 9
- Liveshow 10
- Noel (VSCD 150)
- Nụ Hôn Ly Biệt (VSCD 162)
- Tiếng Cười Dân Gian 1
- Vợ Ơi Là Vợ
- Xứng Lứa Vừa Đôi...
- Phim truyện Vật Đổi Sao Dời;
- Phim ma Ngôi Nhà Bí Ẩn và Suối Oan Hồn;
- Tuồng cải lương Sông Dài; * Tuồng cải lương Mộng Trinh;
- Những DVD Hài đặc biệt....